# Ugobertidi
Gli Ugobertidi, in francese Hugobertides, sono membri di una famiglia della nobiltà franca che discendeva da Ugoberto. Essi avevano i loro possedimenti tra Treviri e Colonia. Gli Ugobertidi si allearono con diverse grandi famiglie austrasiane, come i Pipinidi, gli Agilolfingi e gli Eticonidi.

## Documentazione contemporanea
Le informazioni note su questa famiglia provengono dagli statuti e dai diplomi del VI e VII secolo:
- in 697/8, Irmina, badessa del monastero di Oeren nei pressi di Treviri, fondò l'abbazia di Echternach, dandole metà della città di Echternach, oltre che Baidalingo.
- nel 706, Pipino di Herstal e Plectrude, sua moglie, figlia di Ugoberto, cedettero al monastero di Echternach la seconda metà della città di Echternach che avevano ottenuto da Teodardo (Théodard), figlio del duca Teotaro (Théothar).
- Adela di Pfalzel, figlia di Irmine, badessa del monastero di Pfalzel, che ottenne dopo uno scambio con il maestro di palazzo Pipino, scrisse il suo testamento, il dodicesimo anno del regno di un re di nome Teodorico (Thierry). Essa era la madre di un Alberico, sorella di un Ragentrude, co-erede di un Plectrude e possedeva una proprietà a Bedelingis.
- Nel 704 la suora Immine e le sue figlie Attale e Rolande cedettero al monastero di Echternach una proprietà ereditata dai genitori situata a Bedelinga.
- Alberico, figlio di Adele e di Odone e fratello di Gerlinde, che possedeva un vigneto a Klotten nel 699. Nel 715 il duca Arnolfo possedeva delle proprietà nello stesso luogo, il che implicava il fato che i due fossero cugini.
- All'inizio VIII secolo, una badessa di Nonnberg si chiama Ragentrude ed è qualificata come duchessa di Baviera. Sarebbe la moglie di Teodeberto e la madre di Ugoberto, entrambi duchi di Baviera.
- Nel 721, Bertrada di Prüm fondò il monastero di Prüm alla presenza del figlio conte Cariberto di Laon e di tre viri magnifici: Bernier, Rolande e Teodorico (Thierry). Lo stesso anno fece una grossa donazione al monastero di Erternach, anche se Prüm avrebbe dovuto monopolizzare tutte le sue donazioni, il che implica una stretta parentela tra Bertrada e Irmine, rafforzata dalla presenza di un Rolande nel loro entourage.
- A partire dall'XI secolo, la tradizione fa di Irmina, badessa di Oeren a Treviri, una figlia del re Dagoberto I e della sorella Adele di Pfalzel.

### Le incertezze della documentazione
Questi documenti lasciano spazio all'incertezza e alla vaghezza, che ha portato a differenze tra gli storici che hanno tentato di ricostruire la genealogia della famiglia. Queste incertezze sono di diversi tipi:
1. Baidalingo, Bedelingis e Bedelinga sono lo stesso luogo?
  - No, secondo diversi storici[2][3], spiegando che la stessa proprietà non può essere stata ceduta due volte allo stesso monastero e appartenere a una terza persona.
  - Sì, secondo altri[4], che ritengono che la proprietà di Bedelingen fosse condivisa con una generazione precedente.
2. Irmine e Immine sono una sola persona? Anche Attalo e Adele sono una persona?
  - No, secondo diversi storici[2][3], i quali notano che gli atti che menzionano Irmine affermano che ella era badessa, mentre quello del 704 menziona solo «Irmina, consacrata a Dio».
  - Sì, secondo altri[4], che affermano che le parole «Irmine, consacrata a Dio» è un'abbreviazione di «Immine, nel nome di Cristo consacrata a Dio e indegna, per la grazia del Signore, badessa» e ritengono che "Immine" sia uno storpiamento di "Irmine", dal momento che il latino merovingio consente questo tipo di confusione.
  - Quanto ad Adele e Attale, la loro identificazione deriva da quella della madre.
3. Chi è il re Teodorico (Thierry) menzionato nel testamento di Adele di Pfalzel?
  - Teodorico (Thierry) III, secondo diversi storici[3][5]: questo pone il testamento alla data del 685 o 686. Secondo loro, l'altra data (732 o 733) non è valida, perché due dei personaggi, Pipino († 714) e Alberico († 720) erano allora già morti e non sono menzionati come tali, nonostante l'abitudine di farlo. Ritengono inoltre che Pipino di Herstal fosse già maestro di palazzo austrasiano in quella data.
  - Teodorico (Thierry) IV, secondo altri[2][4], che considerano che nel 686 Pipino di Herstal non fosse ancora maestro di palazzo, essendolo diventato solo intorno al 688 o 690. La non menzione delle morti è attribuibile, secondo loro, al copista che ha copiato il testamento nel XII secolo.

| Ugoberto siniscalco                              | Ugoberto siniscalco                              | Ugoberto siniscalco                              | Ugoberto siniscalco                              | Ugoberto siniscalco                              | Ugoberto siniscalco                              |  |  |                 |                 |                 |                 |                 |                 |  |  |           |           |           |           |           |           |  |  |                                         |                                         |                                         |                                         |                                         |                                         |  |  |                 |                 |                 |                 |                 |                 |  |  | Irmina badessa di Oeren | Irmina badessa di Oeren | Irmina badessa di Oeren | Irmina badessa di Oeren | Irmina badessa di Oeren | Irmina badessa di Oeren |          |          |                                 |                                 |                                 |                                 | Stessa persona?                     | Stessa persona?                     | Stessa persona?                     | Stessa persona?                     | Stessa persona?                     | Stessa persona?                     |                 |                 |                 |                 |  |  | Immine | Immine | Immine | Immine | Immine | Immine |  |  |         |         |         |         |         |         |  |  |  |  |
| Ugoberto siniscalco                              | Ugoberto siniscalco                              | Ugoberto siniscalco                              | Ugoberto siniscalco                              | Ugoberto siniscalco                              | Ugoberto siniscalco                              |  |  |                 |                 |                 |                 |                 |                 |  |  |           |           |           |           |           |           |  |  |                                         |                                         |                                         |                                         |                                         |                                         |  |  |                 |                 |                 |                 |                 |                 |  |  | Irmina badessa di Oeren | Irmina badessa di Oeren | Irmina badessa di Oeren | Irmina badessa di Oeren | Irmina badessa di Oeren | Irmina badessa di Oeren |          |          |                                 |                                 |                                 |                                 | Stessa persona?                     | Stessa persona?                     | Stessa persona?                     | Stessa persona?                     | Stessa persona?                     | Stessa persona?                     |                 |                 |                 |                 |  |  | Immine | Immine | Immine | Immine | Immine | Immine |  |  |         |         |         |         |         |         |  |  |  |  |
|                                                  |                                                  |                                                  |                                                  |                                                  |                                                  |  |  |                 |                 |                 |                 |                 |                 |  |  |           |           |           |           |           |           |  |  |                                         |                                         |                                         |                                         |                                         |                                         |  |  |                 |                 |                 |                 |                 |                 |  |  |                         |                         |                         |                         |                         |                         |          |          |                                 |                                 |                                 |                                 |                                     |                                     |                                     |                                     |                                     |                                     |                 |                 |                 |                 |  |  |        |        |        |        |        |        |  |  |         |         |         |         |         |         |  |  |  |  |
|                                                  |                                                  |                                                  |                                                  |                                                  |                                                  |  |  |                 |                 |                 |                 |                 |                 |  |  |           |           |           |           |           |           |  |  |                                         |                                         |                                         |                                         |                                         |                                         |  |  |                 |                 |                 |                 |                 |                 |  |  |                         |                         |                         |                         |                         |                         |          |          |                                 |                                 |                                 |                                 |                                     |                                     |                                     |                                     |                                     |                                     |                 |                 |                 |                 |  |  |        |        |        |        |        |        |  |  |         |         |         |         |         |         |  |  |  |  |
| Plectrude ⚭ Pipino di Herstal maestro di palazzo | Plectrude ⚭ Pipino di Herstal maestro di palazzo | Plectrude ⚭ Pipino di Herstal maestro di palazzo | Plectrude ⚭ Pipino di Herstal maestro di palazzo | Plectrude ⚭ Pipino di Herstal maestro di palazzo | Plectrude ⚭ Pipino di Herstal maestro di palazzo |  |  | Stessa persona? | Stessa persona? | Stessa persona? | Stessa persona? | Stessa persona? | Stessa persona? |  |  | Plectrude | Plectrude | Plectrude | Plectrude | Plectrude | Plectrude |  |  | Ragentrude ⚭ Teodeberto duca di Baviera | Ragentrude ⚭ Teodeberto duca di Baviera | Ragentrude ⚭ Teodeberto duca di Baviera | Ragentrude ⚭ Teodeberto duca di Baviera | Ragentrude ⚭ Teodeberto duca di Baviera | Ragentrude ⚭ Teodeberto duca di Baviera |  |  | Stessa persona? | Stessa persona? | Stessa persona? | Stessa persona? | Stessa persona? | Stessa persona? |  |  | Ragentrude              | Ragentrude              | Ragentrude              | Ragentrude              | Ragentrude              | Ragentrude              |          |          | Adele badessa di Pfalzel ⚭ Odon | Adele badessa di Pfalzel ⚭ Odon | Adele badessa di Pfalzel ⚭ Odon | Adele badessa di Pfalzel ⚭ Odon | Adele badessa di Pfalzel ⚭ Odon     | Adele badessa di Pfalzel ⚭ Odon     |                                     |                                     | Stessa persona?                     | Stessa persona?                     | Stessa persona? | Stessa persona? | Stessa persona? | Stessa persona? |  |  | Attale | Attale | Attale | Attale | Attale | Attale |  |  | Rolande | Rolande | Rolande | Rolande | Rolande | Rolande |  |  |  |  |
| Plectrude ⚭ Pipino di Herstal maestro di palazzo | Plectrude ⚭ Pipino di Herstal maestro di palazzo | Plectrude ⚭ Pipino di Herstal maestro di palazzo | Plectrude ⚭ Pipino di Herstal maestro di palazzo | Plectrude ⚭ Pipino di Herstal maestro di palazzo | Plectrude ⚭ Pipino di Herstal maestro di palazzo |  |  | Stessa persona? | Stessa persona? | Stessa persona? | Stessa persona? | Stessa persona? | Stessa persona? |  |  | Plectrude | Plectrude | Plectrude | Plectrude | Plectrude | Plectrude |  |  | Ragentrude ⚭ Teodeberto duca di Baviera | Ragentrude ⚭ Teodeberto duca di Baviera | Ragentrude ⚭ Teodeberto duca di Baviera | Ragentrude ⚭ Teodeberto duca di Baviera | Ragentrude ⚭ Teodeberto duca di Baviera | Ragentrude ⚭ Teodeberto duca di Baviera |  |  | Stessa persona? | Stessa persona? | Stessa persona? | Stessa persona? | Stessa persona? | Stessa persona? |  |  | Ragentrude              | Ragentrude              | Ragentrude              | Ragentrude              | Ragentrude              | Ragentrude              |          |          | Adele badessa di Pfalzel ⚭ Odon | Adele badessa di Pfalzel ⚭ Odon | Adele badessa di Pfalzel ⚭ Odon | Adele badessa di Pfalzel ⚭ Odon | Adele badessa di Pfalzel ⚭ Odon     | Adele badessa di Pfalzel ⚭ Odon     |                                     |                                     | Stessa persona?                     | Stessa persona?                     | Stessa persona? | Stessa persona? | Stessa persona? | Stessa persona? |  |  | Attale | Attale | Attale | Attale | Attale | Attale |  |  | Rolande | Rolande | Rolande | Rolande | Rolande | Rolande |  |  |  |  |
|                                                  |                                                  |                                                  |                                                  |                                                  |                                                  |  |  |                 |                 |                 |                 |                 |                 |  |  |           |           |           |           |           |           |  |  |                                         |                                         |                                         |                                         |                                         |                                         |  |  |                 |                 |                 |                 |                 |                 |  |  |                         |                         |                         |                         |                         |                         |          |          |                                 |                                 |                                 |                                 |                                     |                                     |                                     |                                     |                                     |                                     |                 |                 |                 |                 |  |  |        |        |        |        |        |        |  |  |         |         |         |         |         |         |  |  |  |  |
|                                                  |                                                  |                                                  |                                                  |                                                  |                                                  |  |  |                 |                 |                 |                 |                 |                 |  |  |           |           |           |           |           |           |  |  |                                         |                                         |                                         |                                         |                                         |                                         |  |  |                 |                 |                 |                 |                 |                 |  |  |                         |                         |                         |                         |                         |                         |          |          |                                 |                                 |                                 |                                 |                                     |                                     |                                     |                                     |                                     |                                     |                 |                 |                 |                 |  |  |        |        |        |        |        |        |  |  |         |         |         |         |         |         |  |  |  |  |
|                                                  |                                                  |                                                  |                                                  |                                                  |                                                  |  |  |                 |                 |                 |                 |                 |                 |  |  |           |           |           |           |           |           |  |  | Ugoberto duca di Baviera                | Ugoberto duca di Baviera                | Ugoberto duca di Baviera                | Ugoberto duca di Baviera                | Ugoberto duca di Baviera                | Ugoberto duca di Baviera                |  |  |                 |                 |                 |                 |                 |                 |  |  |                         |                         |                         |                         | Alberico                | Alberico                | Alberico | Alberico | Alberico                        | Alberico                        |                                 |                                 | Gerlinde ⚭ Adalberto duca d'Alsazia | Gerlinde ⚭ Adalberto duca d'Alsazia | Gerlinde ⚭ Adalberto duca d'Alsazia | Gerlinde ⚭ Adalberto duca d'Alsazia | Gerlinde ⚭ Adalberto duca d'Alsazia | Gerlinde ⚭ Adalberto duca d'Alsazia |                 |                 |                 |                 |  |  |        |        |        |        |        |        |  |  |         |         |         |         |         |         |  |  |  |  |

## Ricostruzioni genealogiche
Da questi diversi punti di vista, sono state proposte diverse ricostruzioni genealogiche.

### La tesi classica
Eduard Hlawitschka conclude che i quasi omonimi dei vari atti sono identici, ritiene che il re Teodorico (Thierry) sotto il quale Adele di Pfalzel scrisse il suo testamento sia Teodorico (Thierry) IV e propone questa genealogia, che è quella più spesso utilizzata dagli storici, compreso Pierre Riché:
|                                                  |                                                  |                                                  |                                                  | Ugoberto siniscalco                              | Ugoberto siniscalco                              | Ugoberto siniscalco | Ugoberto siniscalco | Ugoberto siniscalco                     | Ugoberto siniscalco                     |                                         |                                         |                                         |                                         |  |  |                                    |                         |                         |                         |                         |                         |  |  |          |          |          |          |                                 |                                 |                                 |                                 |                                     |                                     | Irmina badessa di Ohren             | Irmina badessa di Ohren             | Irmina badessa di Ohren             | Irmina badessa di Ohren             | Irmina badessa di Ohren | Irmina badessa di Ohren |                                     |                                     |                                     |                                     |                                     |                                     |  |  |  |  |  |  |  |  |  |  |  |  |  |  |  |  |  |  |  |  |  |  |  |  |  |  |  |  |  |  |  |  |  |  |  |  |  |  |  |  |  |  |  |  |
|                                                  |                                                  |                                                  |                                                  | Ugoberto siniscalco                              | Ugoberto siniscalco                              | Ugoberto siniscalco | Ugoberto siniscalco | Ugoberto siniscalco                     | Ugoberto siniscalco                     |                                         |                                         |                                         |                                         |  |  |                                    |                         |                         |                         |                         |                         |  |  |          |          |          |          |                                 |                                 |                                 |                                 |                                     |                                     | Irmina badessa di Ohren             | Irmina badessa di Ohren             | Irmina badessa di Ohren             | Irmina badessa di Ohren             | Irmina badessa di Ohren | Irmina badessa di Ohren |                                     |                                     |                                     |                                     |                                     |                                     |  |  |  |  |  |  |  |  |  |  |  |  |  |  |  |  |  |  |  |  |  |  |  |  |  |  |  |  |  |  |  |  |  |  |  |  |  |  |  |  |  |  |  |  |
|                                                  |                                                  |                                                  |                                                  |                                                  |                                                  |                     |                     |                                         |                                         |                                         |                                         |                                         |                                         |  |  |                                    |                         |                         |                         |                         |                         |  |  |          |          |          |          |                                 |                                 |                                 |                                 |                                     |                                     |                                     |                                     |                                     |                                     |                         |                         |                                     |                                     |                                     |                                     |                                     |                                     |  |  |  |  |  |  |  |  |  |  |  |  |  |  |  |  |  |  |  |  |  |  |  |  |  |  |  |  |  |  |  |  |  |  |  |  |  |  |  |  |  |  |  |  |
| Plectrude ⚭ Pipino di Herstal maestro di palazzo | Plectrude ⚭ Pipino di Herstal maestro di palazzo | Plectrude ⚭ Pipino di Herstal maestro di palazzo | Plectrude ⚭ Pipino di Herstal maestro di palazzo | Plectrude ⚭ Pipino di Herstal maestro di palazzo | Plectrude ⚭ Pipino di Herstal maestro di palazzo |                     |                     | Ragentrude ⚭ Teodeberto duca di Baviera | Ragentrude ⚭ Teodeberto duca di Baviera | Ragentrude ⚭ Teodeberto duca di Baviera | Ragentrude ⚭ Teodeberto duca di Baviera | Ragentrude ⚭ Teodeberto duca di Baviera | Ragentrude ⚭ Teodeberto duca di Baviera |  |  | Bertrada di Prüm                   | Bertrada di Prüm        | Bertrada di Prüm        | Bertrada di Prüm        | Bertrada di Prüm        | Bertrada di Prüm        |  |  |          |          |          |          | Adele badessa di Pfalzel ⚭ Odon | Adele badessa di Pfalzel ⚭ Odon | Adele badessa di Pfalzel ⚭ Odon | Adele badessa di Pfalzel ⚭ Odon | Adele badessa di Pfalzel ⚭ Odon     | Adele badessa di Pfalzel ⚭ Odon     |                                     |                                     |                                     |                                     |                         |                         | Chrodelinde (o Rolande) ⚭ Bernarius | Chrodelinde (o Rolande) ⚭ Bernarius | Chrodelinde (o Rolande) ⚭ Bernarius | Chrodelinde (o Rolande) ⚭ Bernarius | Chrodelinde (o Rolande) ⚭ Bernarius | Chrodelinde (o Rolande) ⚭ Bernarius |  |  |  |  |  |  |  |  |  |  |  |  |  |  |  |  |  |  |  |  |  |  |  |  |  |  |  |  |  |  |  |  |  |  |  |  |  |  |  |  |  |  |  |  |
| Plectrude ⚭ Pipino di Herstal maestro di palazzo | Plectrude ⚭ Pipino di Herstal maestro di palazzo | Plectrude ⚭ Pipino di Herstal maestro di palazzo | Plectrude ⚭ Pipino di Herstal maestro di palazzo | Plectrude ⚭ Pipino di Herstal maestro di palazzo | Plectrude ⚭ Pipino di Herstal maestro di palazzo |                     |                     | Ragentrude ⚭ Teodeberto duca di Baviera | Ragentrude ⚭ Teodeberto duca di Baviera | Ragentrude ⚭ Teodeberto duca di Baviera | Ragentrude ⚭ Teodeberto duca di Baviera | Ragentrude ⚭ Teodeberto duca di Baviera | Ragentrude ⚭ Teodeberto duca di Baviera |  |  | Bertrada di Prüm                   | Bertrada di Prüm        | Bertrada di Prüm        | Bertrada di Prüm        | Bertrada di Prüm        | Bertrada di Prüm        |  |  |          |          |          |          | Adele badessa di Pfalzel ⚭ Odon | Adele badessa di Pfalzel ⚭ Odon | Adele badessa di Pfalzel ⚭ Odon | Adele badessa di Pfalzel ⚭ Odon | Adele badessa di Pfalzel ⚭ Odon     | Adele badessa di Pfalzel ⚭ Odon     |                                     |                                     |                                     |                                     |                         |                         | Chrodelinde (o Rolande) ⚭ Bernarius | Chrodelinde (o Rolande) ⚭ Bernarius | Chrodelinde (o Rolande) ⚭ Bernarius | Chrodelinde (o Rolande) ⚭ Bernarius | Chrodelinde (o Rolande) ⚭ Bernarius | Chrodelinde (o Rolande) ⚭ Bernarius |  |  |  |  |  |  |  |  |  |  |  |  |  |  |  |  |  |  |  |  |  |  |  |  |  |  |  |  |  |  |  |  |  |  |  |  |  |  |  |  |  |  |  |  |
|                                                  |                                                  |                                                  |                                                  |                                                  |                                                  |                     |                     |                                         |                                         |                                         |                                         |                                         |                                         |  |  |                                    |                         |                         |                         |                         |                         |  |  |          |          |          |          |                                 |                                 |                                 |                                 |                                     |                                     |                                     |                                     |                                     |                                     |                         |                         |                                     |                                     |                                     |                                     |                                     |                                     |  |  |  |  |  |  |  |  |  |  |  |  |  |  |  |  |  |  |  |  |  |  |  |  |  |  |  |  |  |  |  |  |  |  |  |  |  |  |  |  |  |  |  |  |
|                                                  |                                                  |                                                  |                                                  |                                                  |                                                  |                     |                     | Ugoberto duca Baviera                   | Ugoberto duca Baviera                   | Ugoberto duca Baviera                   | Ugoberto duca Baviera                   | Ugoberto duca Baviera                   | Ugoberto duca Baviera                   |  |  | Cariberto conte di Laon            | Cariberto conte di Laon | Cariberto conte di Laon | Cariberto conte di Laon | Cariberto conte di Laon | Cariberto conte di Laon |  |  | Alberico | Alberico | Alberico | Alberico | Alberico                        | Alberico                        |                                 |                                 | Gerlinde ⚭ Adalberto duca d'Alsazia | Gerlinde ⚭ Adalberto duca d'Alsazia | Gerlinde ⚭ Adalberto duca d'Alsazia | Gerlinde ⚭ Adalberto duca d'Alsazia | Gerlinde ⚭ Adalberto duca d'Alsazia | Gerlinde ⚭ Adalberto duca d'Alsazia |                         |                         | Teodorico                           | Teodorico                           | Teodorico                           | Teodorico                           | Teodorico                           | Teodorico                           |  |  |  |  |  |  |  |  |  |  |  |  |  |  |  |  |  |  |  |  |  |  |  |  |  |  |  |  |  |  |  |  |  |  |  |  |  |  |  |  |  |  |  |  |
|                                                  |                                                  |                                                  |                                                  |                                                  |                                                  |                     |                     | Ugoberto duca Baviera                   | Ugoberto duca Baviera                   | Ugoberto duca Baviera                   | Ugoberto duca Baviera                   | Ugoberto duca Baviera                   | Ugoberto duca Baviera                   |  |  | Cariberto conte di Laon            | Cariberto conte di Laon | Cariberto conte di Laon | Cariberto conte di Laon | Cariberto conte di Laon | Cariberto conte di Laon |  |  | Alberico | Alberico | Alberico | Alberico | Alberico                        | Alberico                        |                                 |                                 | Gerlinde ⚭ Adalberto duca d'Alsazia | Gerlinde ⚭ Adalberto duca d'Alsazia | Gerlinde ⚭ Adalberto duca d'Alsazia | Gerlinde ⚭ Adalberto duca d'Alsazia | Gerlinde ⚭ Adalberto duca d'Alsazia | Gerlinde ⚭ Adalberto duca d'Alsazia |                         |                         | Teodorico                           | Teodorico                           | Teodorico                           | Teodorico                           | Teodorico                           | Teodorico                           |  |  |  |  |  |  |  |  |  |  |  |  |  |  |  |  |  |  |  |  |  |  |  |  |  |  |  |  |  |  |  |  |  |  |  |  |  |  |  |  |  |  |  |  |
|                                                  |                                                  |                                                  |                                                  |                                                  |                                                  |                     |                     |                                         |                                         |                                         |                                         |                                         |                                         |  |  | Bertrada di Laon ⚭ Pipino il Breve |                         |                         |                         |                         |                         |  |  |          |          |          |          |                                 |                                 |                                 |                                 |                                     |                                     |                                     |                                     |                                     |                                     |                         |                         |                                     |                                     |                                     |                                     |                                     |                                     |  |  |  |  |  |  |  |  |  |  |  |  |  |  |  |  |  |  |  |  |  |  |  |  |  |  |  |  |  |  |  |  |  |  |  |  |  |  |  |  |  |  |  |  |
|                                                  |                                                  |                                                  |                                                  |                                                  |                                                  |                     |                     |                                         |                                         |                                         |                                         |                                         |                                         |  |  |                                    |                         |                         |                         |                         |                         |  |  |          |          |          |          |                                 |                                 |                                 |                                 |                                     |                                     |                                     |                                     |                                     |                                     |                         |                         |                                     |                                     |                                     |                                     |                                     |                                     |  |  |  |  |  |  |  |  |  |  |  |  |  |  |  |  |  |  |  |  |  |  |  |  |  |  |  |  |  |  |  |  |  |  |  |  |  |  |  |  |  |  |  |  |
| Pipinidi                                         | Pipinidi                                         | Pipinidi                                         | Pipinidi                                         | Pipinidi                                         | Pipinidi                                         |                     |                     | Agilolfingi                             | Agilolfingi                             | Agilolfingi                             | Agilolfingi                             | Agilolfingi                             | Agilolfingi                             |  |  | Carolingi                          | Carolingi               | Carolingi               | Carolingi               | Carolingi               | Carolingi               |  |  |          |          |          |          |                                 |                                 |                                 |                                 | Eticonidi                           | Eticonidi                           | Eticonidi                           | Eticonidi                           | Eticonidi                           | Eticonidi                           |                         |                         | Guglielmidi                         | Guglielmidi                         | Guglielmidi                         | Guglielmidi                         | Guglielmidi                         | Guglielmidi                         |  |  |  |  |  |  |  |  |  |  |  |  |  |  |  |  |  |  |  |  |  |  |  |  |  |  |  |  |  |  |  |  |  |  |  |  |  |  |  |  |  |  |  |  |

### La tesi di Édouard de Roquefeuil
Édouard de Roquefeuil-d'Anduze effettua una diversa ricostruzione genealogica. Egli ritiene che Adele di Falzel scrisse il suo testamento sotto Teodorico (Thierry) III, la quale distinse Immine da Irmine (ritenendole due persone separate) e riprende la tradizione di rendere Irmine di Oeren e Adele di Pfalzel figlie del re Dagoberto I.
|  |  |  |  |                  |                  |                  |                  |                  |                  | Nantilde        | Nantilde        | Nantilde        | Nantilde        | Nantilde                     | Nantilde                     |                              |                              | Dagoberto I re dei Franchi   | Dagoberto I re dei Franchi   | Dagoberto I re dei Franchi | Dagoberto I re dei Franchi | Dagoberto I re dei Franchi   | Dagoberto I re dei Franchi   |                              |                              |                              |                              |  |  |                         |                         |                         |                         |                         |                         |          |          |                                 |                                 |                                 |                                 | Ragnétrude                          | Ragnétrude                          | Ragnétrude                          | Ragnétrude                          | Ragnétrude                          | Ragnétrude                          |  |  |                                         |                                         |                                         |                                         |                                         |                                         |  |  | Ugoberto siniscalco                                  | Ugoberto siniscalco                                  | Ugoberto siniscalco                                  | Ugoberto siniscalco                                  | Ugoberto siniscalco                                  | Ugoberto siniscalco                                  |  |  |  |  |  |  |  |  |  |  |  |  |  |  |  |  |  |  |  |  |  |  |  |  |  |  |  |  |  |  |
|  |  |  |  |                  |                  |                  |                  |                  |                  | Nantilde        | Nantilde        | Nantilde        | Nantilde        | Nantilde                     | Nantilde                     |                              |                              | Dagoberto I re dei Franchi   | Dagoberto I re dei Franchi   | Dagoberto I re dei Franchi | Dagoberto I re dei Franchi | Dagoberto I re dei Franchi   | Dagoberto I re dei Franchi   |                              |                              |                              |                              |  |  |                         |                         |                         |                         |                         |                         |          |          |                                 |                                 |                                 |                                 | Ragnétrude                          | Ragnétrude                          | Ragnétrude                          | Ragnétrude                          | Ragnétrude                          | Ragnétrude                          |  |  |                                         |                                         |                                         |                                         |                                         |                                         |  |  | Ugoberto siniscalco                                  | Ugoberto siniscalco                                  | Ugoberto siniscalco                                  | Ugoberto siniscalco                                  | Ugoberto siniscalco                                  | Ugoberto siniscalco                                  |  |  |  |  |  |  |  |  |  |  |  |  |  |  |  |  |  |  |  |  |  |  |  |  |  |  |  |  |  |  |
|  |  |  |  |                  |                  |                  |                  |                  |                  |                 |                 |                 |                 |                              |                              |                              |                              |                              |                              |                            |                            |                              |                              |                              |                              |                              |                              |  |  |                         |                         |                         |                         |                         |                         |          |          |                                 |                                 |                                 |                                 |                                     |                                     |                                     |                                     |                                     |                                     |  |  |                                         |                                         |                                         |                                         |                                         |                                         |  |  |                                                      |                                                      |                                                      |                                                      |                                                      |                                                      |  |  |  |  |  |  |  |  |  |  |  |  |  |  |  |  |  |  |  |  |  |  |  |  |  |  |  |  |  |  |
|  |  |  |  |                  |                  |                  |                  |                  |                  |                 |                 |                 |                 | Clodoveo II re dei Franchi   | Clodoveo II re dei Franchi   | Clodoveo II re dei Franchi   | Clodoveo II re dei Franchi   | Clodoveo II re dei Franchi   | Clodoveo II re dei Franchi   |                            |                            | Sigeberto III re dei Franchi | Sigeberto III re dei Franchi | Sigeberto III re dei Franchi | Sigeberto III re dei Franchi | Sigeberto III re dei Franchi | Sigeberto III re dei Franchi |  |  | Irmine badessa di Oeren | Irmine badessa di Oeren | Irmine badessa di Oeren | Irmine badessa di Oeren | Irmine badessa di Oeren | Irmine badessa di Oeren |          |          | Adele badessa di Pfalzel ⚭ Odon | Adele badessa di Pfalzel ⚭ Odon | Adele badessa di Pfalzel ⚭ Odon | Adele badessa di Pfalzel ⚭ Odon | Adele badessa di Pfalzel ⚭ Odon     | Adele badessa di Pfalzel ⚭ Odon     |                                     |                                     |                                     |                                     |  |  | Ragentrude ⚭ Teodeberto duca di Baviera | Ragentrude ⚭ Teodeberto duca di Baviera | Ragentrude ⚭ Teodeberto duca di Baviera | Ragentrude ⚭ Teodeberto duca di Baviera | Ragentrude ⚭ Teodeberto duca di Baviera | Ragentrude ⚭ Teodeberto duca di Baviera |  |  | Plectrude ⚭ Pipino di Herstal maggiordomo di palazzo | Plectrude ⚭ Pipino di Herstal maggiordomo di palazzo | Plectrude ⚭ Pipino di Herstal maggiordomo di palazzo | Plectrude ⚭ Pipino di Herstal maggiordomo di palazzo | Plectrude ⚭ Pipino di Herstal maggiordomo di palazzo | Plectrude ⚭ Pipino di Herstal maggiordomo di palazzo |  |  |  |  |  |  |  |  |  |  |  |  |  |  |  |  |  |  |  |  |  |  |  |  |  |  |  |  |  |  |
|  |  |  |  |                  |                  |                  |                  |                  |                  |                 |                 |                 |                 | Clodoveo II re dei Franchi   | Clodoveo II re dei Franchi   | Clodoveo II re dei Franchi   | Clodoveo II re dei Franchi   | Clodoveo II re dei Franchi   | Clodoveo II re dei Franchi   |                            |                            | Sigeberto III re dei Franchi | Sigeberto III re dei Franchi | Sigeberto III re dei Franchi | Sigeberto III re dei Franchi | Sigeberto III re dei Franchi | Sigeberto III re dei Franchi |  |  | Irmine badessa di Oeren | Irmine badessa di Oeren | Irmine badessa di Oeren | Irmine badessa di Oeren | Irmine badessa di Oeren | Irmine badessa di Oeren |          |          | Adele badessa di Pfalzel ⚭ Odon | Adele badessa di Pfalzel ⚭ Odon | Adele badessa di Pfalzel ⚭ Odon | Adele badessa di Pfalzel ⚭ Odon | Adele badessa di Pfalzel ⚭ Odon     | Adele badessa di Pfalzel ⚭ Odon     |                                     |                                     |                                     |                                     |  |  | Ragentrude ⚭ Teodeberto duca di Baviera | Ragentrude ⚭ Teodeberto duca di Baviera | Ragentrude ⚭ Teodeberto duca di Baviera | Ragentrude ⚭ Teodeberto duca di Baviera | Ragentrude ⚭ Teodeberto duca di Baviera | Ragentrude ⚭ Teodeberto duca di Baviera |  |  | Plectrude ⚭ Pipino di Herstal maggiordomo di palazzo | Plectrude ⚭ Pipino di Herstal maggiordomo di palazzo | Plectrude ⚭ Pipino di Herstal maggiordomo di palazzo | Plectrude ⚭ Pipino di Herstal maggiordomo di palazzo | Plectrude ⚭ Pipino di Herstal maggiordomo di palazzo | Plectrude ⚭ Pipino di Herstal maggiordomo di palazzo |  |  |  |  |  |  |  |  |  |  |  |  |  |  |  |  |  |  |  |  |  |  |  |  |  |  |  |  |  |  |
|  |  |  |  |                  |                  |                  |                  |                  |                  |                 |                 |                 |                 |                              |                              |                              |                              |                              |                              |                            |                            |                              |                              |                              |                              |                              |                              |  |  |                         |                         |                         |                         |                         |                         |          |          |                                 |                                 |                                 |                                 |                                     |                                     |                                     |                                     |                                     |                                     |  |  |                                         |                                         |                                         |                                         |                                         |                                         |  |  |                                                      |                                                      |                                                      |                                                      |                                                      |                                                      |  |  |  |  |  |  |  |  |  |  |  |  |  |  |  |  |  |  |  |  |  |  |  |  |  |  |  |  |  |  |
|  |  |  |  |                  |                  |                  |                  |                  |                  |                 |                 |                 |                 | Teodorico III re dei Franchi | Teodorico III re dei Franchi | Teodorico III re dei Franchi | Teodorico III re dei Franchi | Teodorico III re dei Franchi | Teodorico III re dei Franchi |                            |                            |                              |                              |                              |                              |                              |                              |  |  |                         |                         |                         |                         | Alberico                | Alberico                | Alberico | Alberico | Alberico                        | Alberico                        |                                 |                                 | Gerlinde ⚭ Adalberto duca d'Alsazia | Gerlinde ⚭ Adalberto duca d'Alsazia | Gerlinde ⚭ Adalberto duca d'Alsazia | Gerlinde ⚭ Adalberto duca d'Alsazia | Gerlinde ⚭ Adalberto duca d'Alsazia | Gerlinde ⚭ Adalberto duca d'Alsazia |  |  | Ugoberto duca di Baviera                | Ugoberto duca di Baviera                | Ugoberto duca di Baviera                | Ugoberto duca di Baviera                | Ugoberto duca di Baviera                | Ugoberto duca di Baviera                |  |  |                                                      |                                                      |                                                      |                                                      |                                                      |                                                      |  |  |  |  |  |  |  |  |  |  |  |  |  |  |  |  |  |  |  |  |  |  |  |  |  |  |  |  |  |  |
|  |  |  |  |                  |                  |                  |                  |                  |                  |                 |                 |                 |                 | Teodorico III re dei Franchi | Teodorico III re dei Franchi | Teodorico III re dei Franchi | Teodorico III re dei Franchi | Teodorico III re dei Franchi | Teodorico III re dei Franchi |                            |                            |                              |                              |                              |                              |                              |                              |  |  |                         |                         |                         |                         | Alberico                | Alberico                | Alberico | Alberico | Alberico                        | Alberico                        |                                 |                                 | Gerlinde ⚭ Adalberto duca d'Alsazia | Gerlinde ⚭ Adalberto duca d'Alsazia | Gerlinde ⚭ Adalberto duca d'Alsazia | Gerlinde ⚭ Adalberto duca d'Alsazia | Gerlinde ⚭ Adalberto duca d'Alsazia | Gerlinde ⚭ Adalberto duca d'Alsazia |  |  | Ugoberto duca di Baviera                | Ugoberto duca di Baviera                | Ugoberto duca di Baviera                | Ugoberto duca di Baviera                | Ugoberto duca di Baviera                | Ugoberto duca di Baviera                |  |  |                                                      |                                                      |                                                      |                                                      |                                                      |                                                      |  |  |  |  |  |  |  |  |  |  |  |  |  |  |  |  |  |  |  |  |  |  |  |  |  |  |  |  |  |  |
|  |  |  |  |                  |                  |                  |                  |                  |                  |                 |                 |                 |                 |                              |                              |                              |                              |                              |                              |                            |                            |                              |                              |                              |                              |                              |                              |  |  |                         |                         |                         |                         |                         |                         |          |          |                                 |                                 |                                 |                                 |                                     |                                     |                                     |                                     |                                     |                                     |  |  |                                         |                                         |                                         |                                         |                                         |                                         |  |  |                                                      |                                                      |                                                      |                                                      |                                                      |                                                      |  |  |  |  |  |  |  |  |  |  |  |  |  |  |  |  |  |  |  |  |  |  |  |  |  |  |  |  |  |  |
|  |  |  |  |                  |                  |                  |                  | Immine (Irmine)  | Immine (Irmine)  | Immine (Irmine) | Immine (Irmine) | Immine (Irmine) | Immine (Irmine) |                              |                              |                              |                              |                              |                              | Bertrada di Prüm           | Bertrada di Prüm           | Bertrada di Prüm             | Bertrada di Prüm             | Bertrada di Prüm             | Bertrada di Prüm             |                              |                              |  |  |                         |                         |                         |                         |                         |                         |          |          |                                 |                                 |                                 |                                 |                                     |                                     |                                     |                                     |                                     |                                     |  |  |                                         |                                         |                                         |                                         |                                         |                                         |  |  |                                                      |                                                      |                                                      |                                                      |                                                      |                                                      |  |  |  |  |  |  |  |  |  |  |  |  |  |  |  |  |  |  |  |  |  |  |  |  |  |  |  |  |  |  |
|  |  |  |  |                  |                  |                  |                  | Immine (Irmine)  | Immine (Irmine)  | Immine (Irmine) | Immine (Irmine) | Immine (Irmine) | Immine (Irmine) |                              |                              |                              |                              |                              |                              | Bertrada di Prüm           | Bertrada di Prüm           | Bertrada di Prüm             | Bertrada di Prüm             | Bertrada di Prüm             | Bertrada di Prüm             |                              |                              |  |  |                         |                         |                         |                         |                         |                         |          |          |                                 |                                 |                                 |                                 |                                     |                                     |                                     |                                     |                                     |                                     |  |  |                                         |                                         |                                         |                                         |                                         |                                         |  |  |                                                      |                                                      |                                                      |                                                      |                                                      |                                                      |  |  |  |  |  |  |  |  |  |  |  |  |  |  |  |  |  |  |  |  |  |  |  |  |  |  |  |  |  |  |
|  |  |  |  |                  |                  |                  |                  |                  |                  |                 |                 |                 |                 |                              |                              |                              |                              |                              |                              |                            |                            |                              |                              |                              |                              |                              |                              |  |  |                         |                         |                         |                         |                         |                         |          |          |                                 |                                 |                                 |                                 |                                     |                                     |                                     |                                     |                                     |                                     |  |  |                                         |                                         |                                         |                                         |                                         |                                         |  |  |                                                      |                                                      |                                                      |                                                      |                                                      |                                                      |  |  |  |  |  |  |  |  |  |  |  |  |  |  |  |  |  |  |  |  |  |  |  |  |  |  |  |  |  |  |
|  |  |  |  | Attale (o Adele) | Attale (o Adele) | Attale (o Adele) | Attale (o Adele) | Attale (o Adele) | Attale (o Adele) |                 |                 | Rolande         | Rolande         | Rolande                      | Rolande                      | Rolande                      | Rolande                      |                              |                              | Cariberto conte di Laon    | Cariberto conte di Laon    | Cariberto conte di Laon      | Cariberto conte di Laon      | Cariberto conte di Laon      | Cariberto conte di Laon      |                              |                              |  |  |                         |                         |                         |                         |                         |                         |          |          |                                 |                                 |                                 |                                 |                                     |                                     |                                     |                                     |                                     |                                     |  |  |                                         |                                         |                                         |                                         |                                         |                                         |  |  |                                                      |                                                      |                                                      |                                                      |                                                      |                                                      |  |  |  |  |  |  |  |  |  |  |  |  |  |  |  |  |  |  |  |  |  |  |  |  |  |  |  |  |  |  |

### La tesi di Christian Settipani
Nel 1989, Christian Settipani riprese la tesi di Eduard Hlawitschka ne Les ancêtres de Charlemagne, ma modificandola: avendo notato la presenza di nomi merovingi nell'entourage di Bertrada di Prüm (Cariberto e Teodorico/Thierry), ne fece una figlia di re Teodorico (Thierry) III sposato con un figlio di Ugo e Irmine. Si distinguono anche due Rolande, una figlia di Irmine e l'altra sposata con Bernario:
|                                                      |                                                      |                                                      |                                                      | Ugoberto siniscalco                                  | Ugoberto siniscalco                                  | Ugoberto siniscalco | Ugoberto siniscalco | Ugoberto siniscalco                     | Ugoberto siniscalco                     |                                         |                                         |                                         |                                         |  |  |  |  |          |          |          |          |                                 |                                 |                                 |                                 |                                     |                                     | Irmine badessa di Oeren             | Irmine badessa di Oeren             | Irmine badessa di Oeren             | Irmine badessa di Oeren             | Irmine badessa di Oeren | Irmine badessa di Oeren |         |         |         |         |         |         |  |  |                                         |                                         |                                         |                                         |                                         |                                         |  |  | Teodorico III re dei Franchi       | Teodorico III re dei Franchi       | Teodorico III re dei Franchi       | Teodorico III re dei Franchi       | Teodorico III re dei Franchi       | Teodorico III re dei Franchi       |  |  |  |  |  |  |  |  |  |  |  |  |  |  |  |  |  |  |  |  |  |  |  |  |  |  |  |  |  |  |  |  |  |  |  |  |  |  |
|                                                      |                                                      |                                                      |                                                      | Ugoberto siniscalco                                  | Ugoberto siniscalco                                  | Ugoberto siniscalco | Ugoberto siniscalco | Ugoberto siniscalco                     | Ugoberto siniscalco                     |                                         |                                         |                                         |                                         |  |  |  |  |          |          |          |          |                                 |                                 |                                 |                                 |                                     |                                     | Irmine badessa di Oeren             | Irmine badessa di Oeren             | Irmine badessa di Oeren             | Irmine badessa di Oeren             | Irmine badessa di Oeren | Irmine badessa di Oeren |         |         |         |         |         |         |  |  |                                         |                                         |                                         |                                         |                                         |                                         |  |  | Teodorico III re dei Franchi       | Teodorico III re dei Franchi       | Teodorico III re dei Franchi       | Teodorico III re dei Franchi       | Teodorico III re dei Franchi       | Teodorico III re dei Franchi       |  |  |  |  |  |  |  |  |  |  |  |  |  |  |  |  |  |  |  |  |  |  |  |  |  |  |  |  |  |  |  |  |  |  |  |  |  |  |
|                                                      |                                                      |                                                      |                                                      |                                                      |                                                      |                     |                     |                                         |                                         |                                         |                                         |                                         |                                         |  |  |  |  |          |          |          |          |                                 |                                 |                                 |                                 |                                     |                                     |                                     |                                     |                                     |                                     |                         |                         |         |         |         |         |         |         |  |  |                                         |                                         |                                         |                                         |                                         |                                         |  |  |                                    |                                    |                                    |                                    |                                    |                                    |  |  |  |  |  |  |  |  |  |  |  |  |  |  |  |  |  |  |  |  |  |  |  |  |  |  |  |  |  |  |  |  |  |  |  |  |  |  |
| Plectrude ⚭ Pipino di Herstal maggiordomo di palazzo | Plectrude ⚭ Pipino di Herstal maggiordomo di palazzo | Plectrude ⚭ Pipino di Herstal maggiordomo di palazzo | Plectrude ⚭ Pipino di Herstal maggiordomo di palazzo | Plectrude ⚭ Pipino di Herstal maggiordomo di palazzo | Plectrude ⚭ Pipino di Herstal maggiordomo di palazzo |                     |                     | Ragentrude ⚭ Teodeberto duca di Baviera | Ragentrude ⚭ Teodeberto duca di Baviera | Ragentrude ⚭ Teodeberto duca di Baviera | Ragentrude ⚭ Teodeberto duca di Baviera | Ragentrude ⚭ Teodeberto duca di Baviera | Ragentrude ⚭ Teodeberto duca di Baviera |  |  |  |  |          |          |          |          | Adèle badessa di Pfalzel ⚭ Odon | Adèle badessa di Pfalzel ⚭ Odon | Adèle badessa di Pfalzel ⚭ Odon | Adèle badessa di Pfalzel ⚭ Odon | Adèle badessa di Pfalzel ⚭ Odon     | Adèle badessa di Pfalzel ⚭ Odon     |                                     |                                     |                                     |                                     |                         |                         | Rolande | Rolande | Rolande | Rolande | Rolande | Rolande |  |  | NN                                      | NN                                      | NN                                      | NN                                      | NN                                      | NN                                      |  |  | Bertrada di Prüm                   | Bertrada di Prüm                   | Bertrada di Prüm                   | Bertrada di Prüm                   | Bertrada di Prüm                   | Bertrada di Prüm                   |  |  |  |  |  |  |  |  |  |  |  |  |  |  |  |  |  |  |  |  |  |  |  |  |  |  |  |  |  |  |  |  |  |  |  |  |  |  |
| Plectrude ⚭ Pipino di Herstal maggiordomo di palazzo | Plectrude ⚭ Pipino di Herstal maggiordomo di palazzo | Plectrude ⚭ Pipino di Herstal maggiordomo di palazzo | Plectrude ⚭ Pipino di Herstal maggiordomo di palazzo | Plectrude ⚭ Pipino di Herstal maggiordomo di palazzo | Plectrude ⚭ Pipino di Herstal maggiordomo di palazzo |                     |                     | Ragentrude ⚭ Teodeberto duca di Baviera | Ragentrude ⚭ Teodeberto duca di Baviera | Ragentrude ⚭ Teodeberto duca di Baviera | Ragentrude ⚭ Teodeberto duca di Baviera | Ragentrude ⚭ Teodeberto duca di Baviera | Ragentrude ⚭ Teodeberto duca di Baviera |  |  |  |  |          |          |          |          | Adèle badessa di Pfalzel ⚭ Odon | Adèle badessa di Pfalzel ⚭ Odon | Adèle badessa di Pfalzel ⚭ Odon | Adèle badessa di Pfalzel ⚭ Odon | Adèle badessa di Pfalzel ⚭ Odon     | Adèle badessa di Pfalzel ⚭ Odon     |                                     |                                     |                                     |                                     |                         |                         | Rolande | Rolande | Rolande | Rolande | Rolande | Rolande |  |  | NN                                      | NN                                      | NN                                      | NN                                      | NN                                      | NN                                      |  |  | Bertrada di Prüm                   | Bertrada di Prüm                   | Bertrada di Prüm                   | Bertrada di Prüm                   | Bertrada di Prüm                   | Bertrada di Prüm                   |  |  |  |  |  |  |  |  |  |  |  |  |  |  |  |  |  |  |  |  |  |  |  |  |  |  |  |  |  |  |  |  |  |  |  |  |  |  |
|                                                      |                                                      |                                                      |                                                      |                                                      |                                                      |                     |                     |                                         |                                         |                                         |                                         |                                         |                                         |  |  |  |  |          |          |          |          |                                 |                                 |                                 |                                 |                                     |                                     |                                     |                                     |                                     |                                     |                         |                         |         |         |         |         |         |         |  |  |                                         |                                         |                                         |                                         |                                         |                                         |  |  |                                    |                                    |                                    |                                    |                                    |                                    |  |  |  |  |  |  |  |  |  |  |  |  |  |  |  |  |  |  |  |  |  |  |  |  |  |  |  |  |  |  |  |  |  |  |  |  |  |  |
|                                                      |                                                      |                                                      |                                                      |                                                      |                                                      |                     |                     | Ugoberto duca di Baviera                | Ugoberto duca di Baviera                | Ugoberto duca di Baviera                | Ugoberto duca di Baviera                | Ugoberto duca di Baviera                | Ugoberto duca di Baviera                |  |  |  |  | Alberico | Alberico | Alberico | Alberico | Alberico                        | Alberico                        |                                 |                                 | Gerlinde ⚭ Adalberto duca d'Alsazia | Gerlinde ⚭ Adalberto duca d'Alsazia | Gerlinde ⚭ Adalberto duca d'Alsazia | Gerlinde ⚭ Adalberto duca d'Alsazia | Gerlinde ⚭ Adalberto duca d'Alsazia | Gerlinde ⚭ Adalberto duca d'Alsazia |                         |                         |         |         |         |         |         |         |  |  | Chrodelinde (o Rolande) ⚭ (?) Bernarius | Chrodelinde (o Rolande) ⚭ (?) Bernarius | Chrodelinde (o Rolande) ⚭ (?) Bernarius | Chrodelinde (o Rolande) ⚭ (?) Bernarius | Chrodelinde (o Rolande) ⚭ (?) Bernarius | Chrodelinde (o Rolande) ⚭ (?) Bernarius |  |  | Cariberto conte di Laon            | Cariberto conte di Laon            | Cariberto conte di Laon            | Cariberto conte di Laon            | Cariberto conte di Laon            | Cariberto conte di Laon            |  |  |  |  |  |  |  |  |  |  |  |  |  |  |  |  |  |  |  |  |  |  |  |  |  |  |  |  |  |  |  |  |  |  |  |  |  |  |
|                                                      |                                                      |                                                      |                                                      |                                                      |                                                      |                     |                     | Ugoberto duca di Baviera                | Ugoberto duca di Baviera                | Ugoberto duca di Baviera                | Ugoberto duca di Baviera                | Ugoberto duca di Baviera                | Ugoberto duca di Baviera                |  |  |  |  | Alberico | Alberico | Alberico | Alberico | Alberico                        | Alberico                        |                                 |                                 | Gerlinde ⚭ Adalberto duca d'Alsazia | Gerlinde ⚭ Adalberto duca d'Alsazia | Gerlinde ⚭ Adalberto duca d'Alsazia | Gerlinde ⚭ Adalberto duca d'Alsazia | Gerlinde ⚭ Adalberto duca d'Alsazia | Gerlinde ⚭ Adalberto duca d'Alsazia |                         |                         |         |         |         |         |         |         |  |  | Chrodelinde (o Rolande) ⚭ (?) Bernarius | Chrodelinde (o Rolande) ⚭ (?) Bernarius | Chrodelinde (o Rolande) ⚭ (?) Bernarius | Chrodelinde (o Rolande) ⚭ (?) Bernarius | Chrodelinde (o Rolande) ⚭ (?) Bernarius | Chrodelinde (o Rolande) ⚭ (?) Bernarius |  |  | Cariberto conte di Laon            | Cariberto conte di Laon            | Cariberto conte di Laon            | Cariberto conte di Laon            | Cariberto conte di Laon            | Cariberto conte di Laon            |  |  |  |  |  |  |  |  |  |  |  |  |  |  |  |  |  |  |  |  |  |  |  |  |  |  |  |  |  |  |  |  |  |  |  |  |  |  |
|                                                      |                                                      |                                                      |                                                      |                                                      |                                                      |                     |                     |                                         |                                         |                                         |                                         |                                         |                                         |  |  |  |  |          |          |          |          |                                 |                                 |                                 |                                 |                                     |                                     |                                     |                                     |                                     |                                     |                         |                         |         |         |         |         |         |         |  |  | Teodorico                               | Teodorico                               | Teodorico                               | Teodorico                               | Teodorico                               | Teodorico                               |  |  | Bertrada di Laon ⚭ Pipino il Breve | Bertrada di Laon ⚭ Pipino il Breve | Bertrada di Laon ⚭ Pipino il Breve | Bertrada di Laon ⚭ Pipino il Breve | Bertrada di Laon ⚭ Pipino il Breve | Bertrada di Laon ⚭ Pipino il Breve |  |  |  |  |  |  |  |  |  |  |  |  |  |  |  |  |  |  |  |  |  |  |  |  |  |  |  |  |  |  |  |  |  |  |  |  |  |  |

Ma, in un addendum che ha pubblicato nel 2000, riporta nuove pubblicazioni e ha modificato la genealogia degli Ugobertidi, senza entrare nei dettagli delle sue scelte. Senza dubbio saranno esposti nella seconda parte de La Préhistoire des Capétiens:
|          |          |          |          |                                 |                                 |                                 |                                 |                                     |                                     |                                     |                                     |                                     |                                     |  |  |                                         |                                         |                                         |                                         |                                         |                                         |                     |                     |                                                      |                                                      |                                                      |                                                      |                                                      |                                                      |             |             |                        |                        |                        |                        |                               |                               |                               |                               |                                      |                                      |                                      |                                      |                                      |                                      |  |  |                                         |                                         |                                         |                                         |                                         |                                         |  |  |                                    |                                    |                                    |                                    |                                    |                                    |  |  |  |  |  |  |  |  |  |  |  |  |  |  |  |  |  |  |  |  |  |  |  |  |  |  |  |  |  |  |  |  |  |  |  |  |  |  |  |  |  |  |  |  |  |  |  |  |  |  |
|          |          |          |          |                                 |                                 |                                 |                                 |                                     |                                     |                                     |                                     |                                     |                                     |  |  |                                         |                                         |                                         |                                         |                                         |                                         |                     |                     |                                                      |                                                      |                                                      |                                                      |                                                      |                                                      |             |             |                        |                        |                        |                        |                               |                               |                               |                               |                                      |                                      |                                      |                                      |                                      |                                      |  |  |                                         |                                         |                                         |                                         |                                         |                                         |  |  |                                    |                                    |                                    |                                    |                                    |                                    |  |  |  |  |  |  |  |  |  |  |  |  |  |  |  |  |  |  |  |  |  |  |  |  |  |  |  |  |  |  |  |  |  |  |  |  |  |  |  |  |  |  |  |  |  |  |  |  |  |  |
|          |          |          |          |                                 |                                 |                                 |                                 |                                     |                                     |                                     |                                     |                                     |                                     |  |  |                                         |                                         |                                         |                                         | Ugoberto siniscalco                     | Ugoberto siniscalco                     | Ugoberto siniscalco | Ugoberto siniscalco | Ugoberto siniscalco                                  | Ugoberto siniscalco                                  |                                                      |                                                      | (Theodrada)                                          | (Theodrada)                                          | (Theodrada) | (Theodrada) | (Theodrada)            | (Theodrada)            |                        |                        | Irmine badessa di Oeren (697) | Irmine badessa di Oeren (697) | Irmine badessa di Oeren (697) | Irmine badessa di Oeren (697) | Irmine badessa di Oeren (697)        | Irmine badessa di Oeren (697)        |                                      |                                      |                                      |                                      |  |  |                                         |                                         |                                         |                                         |                                         |                                         |  |  |                                    |                                    |                                    |                                    |                                    |                                    |  |  |  |  |  |  |  |  |  |  |  |  |  |  |  |  |  |  |  |  |  |  |  |  |  |  |  |  |  |  |  |  |  |  |  |  |  |  |  |  |  |  |  |  |  |  |  |  |  |  |
|          |          |          |          |                                 |                                 |                                 |                                 |                                     |                                     |                                     |                                     |                                     |                                     |  |  |                                         |                                         |                                         |                                         | Ugoberto siniscalco                     | Ugoberto siniscalco                     | Ugoberto siniscalco | Ugoberto siniscalco | Ugoberto siniscalco                                  | Ugoberto siniscalco                                  |                                                      |                                                      | (Theodrada)                                          | (Theodrada)                                          | (Theodrada) | (Theodrada) | (Theodrada)            | (Theodrada)            |                        |                        | Irmine badessa di Oeren (697) | Irmine badessa di Oeren (697) | Irmine badessa di Oeren (697) | Irmine badessa di Oeren (697) | Irmine badessa di Oeren (697)        | Irmine badessa di Oeren (697)        |                                      |                                      |                                      |                                      |  |  |                                         |                                         |                                         |                                         |                                         |                                         |  |  |                                    |                                    |                                    |                                    |                                    |                                    |  |  |  |  |  |  |  |  |  |  |  |  |  |  |  |  |  |  |  |  |  |  |  |  |  |  |  |  |  |  |  |  |  |  |  |  |  |  |  |  |  |  |  |  |  |  |  |  |  |  |
|          |          |          |          |                                 |                                 |                                 |                                 |                                     |                                     |                                     |                                     |                                     |                                     |  |  |                                         |                                         |                                         |                                         |                                         |                                         |                     |                     |                                                      |                                                      |                                                      |                                                      |                                                      |                                                      |             |             |                        |                        |                        |                        |                               |                               |                               |                               |                                      |                                      |                                      |                                      |                                      |                                      |  |  |                                         |                                         |                                         |                                         |                                         |                                         |  |  |                                    |                                    |                                    |                                    |                                    |                                    |  |  |  |  |  |  |  |  |  |  |  |  |  |  |  |  |  |  |  |  |  |  |  |  |  |  |  |  |  |  |  |  |  |  |  |  |  |  |  |  |  |  |  |  |  |  |  |  |  |  |
|          |          |          |          | Adele badessa di Pfalzel ⚭ Odon | Adele badessa di Pfalzel ⚭ Odon | Adele badessa di Pfalzel ⚭ Odon | Adele badessa di Pfalzel ⚭ Odon | Adele badessa di Pfalzel ⚭ Odon     | Adele badessa di Pfalzel ⚭ Odon     |                                     |                                     |                                     |                                     |  |  | Ragentrude ⚭ Teodeberto duca di Baviera | Ragentrude ⚭ Teodeberto duca di Baviera | Ragentrude ⚭ Teodeberto duca di Baviera | Ragentrude ⚭ Teodeberto duca di Baviera | Ragentrude ⚭ Teodeberto duca di Baviera | Ragentrude ⚭ Teodeberto duca di Baviera |                     |                     | Plectrude ⚭ Pipino di Herstal maggiordomo di palazzo | Plectrude ⚭ Pipino di Herstal maggiordomo di palazzo | Plectrude ⚭ Pipino di Herstal maggiordomo di palazzo | Plectrude ⚭ Pipino di Herstal maggiordomo di palazzo | Plectrude ⚭ Pipino di Herstal maggiordomo di palazzo | Plectrude ⚭ Pipino di Herstal maggiordomo di palazzo |             |             | Irmine religiosa (704) | Irmine religiosa (704) | Irmine religiosa (704) | Irmine religiosa (704) | Irmine religiosa (704)        | Irmine religiosa (704)        |                               |                               | Chariveus conte di Laon 680-692      | Chariveus conte di Laon 680-692      | Chariveus conte di Laon 680-692      | Chariveus conte di Laon 680-692      | Chariveus conte di Laon 680-692      | Chariveus conte di Laon 680-692      |  |  |                                         |                                         |                                         |                                         |                                         |                                         |  |  | Teodorico III re dei Franchi       | Teodorico III re dei Franchi       | Teodorico III re dei Franchi       | Teodorico III re dei Franchi       | Teodorico III re dei Franchi       | Teodorico III re dei Franchi       |  |  |  |  |  |  |  |  |  |  |  |  |  |  |  |  |  |  |  |  |  |  |  |  |  |  |  |  |  |  |  |  |  |  |  |  |  |  |  |  |  |  |  |  |  |  |  |  |  |  |
|          |          |          |          | Adele badessa di Pfalzel ⚭ Odon | Adele badessa di Pfalzel ⚭ Odon | Adele badessa di Pfalzel ⚭ Odon | Adele badessa di Pfalzel ⚭ Odon | Adele badessa di Pfalzel ⚭ Odon     | Adele badessa di Pfalzel ⚭ Odon     |                                     |                                     |                                     |                                     |  |  | Ragentrude ⚭ Teodeberto duca di Baviera | Ragentrude ⚭ Teodeberto duca di Baviera | Ragentrude ⚭ Teodeberto duca di Baviera | Ragentrude ⚭ Teodeberto duca di Baviera | Ragentrude ⚭ Teodeberto duca di Baviera | Ragentrude ⚭ Teodeberto duca di Baviera |                     |                     | Plectrude ⚭ Pipino di Herstal maggiordomo di palazzo | Plectrude ⚭ Pipino di Herstal maggiordomo di palazzo | Plectrude ⚭ Pipino di Herstal maggiordomo di palazzo | Plectrude ⚭ Pipino di Herstal maggiordomo di palazzo | Plectrude ⚭ Pipino di Herstal maggiordomo di palazzo | Plectrude ⚭ Pipino di Herstal maggiordomo di palazzo |             |             | Irmine religiosa (704) | Irmine religiosa (704) | Irmine religiosa (704) | Irmine religiosa (704) | Irmine religiosa (704)        | Irmine religiosa (704)        |                               |                               | Chariveus conte di Laon 680-692      | Chariveus conte di Laon 680-692      | Chariveus conte di Laon 680-692      | Chariveus conte di Laon 680-692      | Chariveus conte di Laon 680-692      | Chariveus conte di Laon 680-692      |  |  |                                         |                                         |                                         |                                         |                                         |                                         |  |  | Teodorico III re dei Franchi       | Teodorico III re dei Franchi       | Teodorico III re dei Franchi       | Teodorico III re dei Franchi       | Teodorico III re dei Franchi       | Teodorico III re dei Franchi       |  |  |  |  |  |  |  |  |  |  |  |  |  |  |  |  |  |  |  |  |  |  |  |  |  |  |  |  |  |  |  |  |  |  |  |  |  |  |  |  |  |  |  |  |  |  |  |  |  |  |
|          |          |          |          |                                 |                                 |                                 |                                 |                                     |                                     |                                     |                                     |                                     |                                     |  |  |                                         |                                         |                                         |                                         |                                         |                                         |                     |                     |                                                      |                                                      |                                                      |                                                      |                                                      |                                                      |             |             |                        |                        |                        |                        |                               |                               |                               |                               |                                      |                                      |                                      |                                      |                                      |                                      |  |  |                                         |                                         |                                         |                                         |                                         |                                         |  |  |                                    |                                    |                                    |                                    |                                    |                                    |  |  |  |  |  |  |  |  |  |  |  |  |  |  |  |  |  |  |  |  |  |  |  |  |  |  |  |  |  |  |  |  |  |  |  |  |  |  |  |  |  |  |  |  |  |  |  |  |  |  |
| Alberico | Alberico | Alberico | Alberico | Alberico                        | Alberico                        |                                 |                                 | Gerlinde ⚭ Adalberto duca d'Alsazia | Gerlinde ⚭ Adalberto duca d'Alsazia | Gerlinde ⚭ Adalberto duca d'Alsazia | Gerlinde ⚭ Adalberto duca d'Alsazia | Gerlinde ⚭ Adalberto duca d'Alsazia | Gerlinde ⚭ Adalberto duca d'Alsazia |  |  | Ugoberto duca di Baviera                | Ugoberto duca di Baviera                | Ugoberto duca di Baviera                | Ugoberto duca di Baviera                | Ugoberto duca di Baviera                | Ugoberto duca di Baviera                |                     |                     | Rolande ⚭ (?) Guido abate di Fontenelle              | Rolande ⚭ (?) Guido abate di Fontenelle              | Rolande ⚭ (?) Guido abate di Fontenelle              | Rolande ⚭ (?) Guido abate di Fontenelle              | Rolande ⚭ (?) Guido abate di Fontenelle              | Rolande ⚭ (?) Guido abate di Fontenelle              |             |             | Adele                  | Adele                  | Adele                  | Adele                  | Adele                         | Adele                         |                               |                               | Teodrada ⚭ Hedan II duca di Turingia | Teodrada ⚭ Hedan II duca di Turingia | Teodrada ⚭ Hedan II duca di Turingia | Teodrada ⚭ Hedan II duca di Turingia | Teodrada ⚭ Hedan II duca di Turingia | Teodrada ⚭ Hedan II duca di Turingia |  |  | NN                                      | NN                                      | NN                                      | NN                                      | NN                                      | NN                                      |  |  | Bertrade de Prüm                   | Bertrade de Prüm                   | Bertrade de Prüm                   | Bertrade de Prüm                   | Bertrade de Prüm                   | Bertrade de Prüm                   |  |  |  |  |  |  |  |  |  |  |  |  |  |  |  |  |  |  |  |  |  |  |  |  |  |  |  |  |  |  |  |  |  |  |  |  |  |  |  |  |  |  |  |  |  |  |  |  |  |  |
| Alberico | Alberico | Alberico | Alberico | Alberico                        | Alberico                        |                                 |                                 | Gerlinde ⚭ Adalberto duca d'Alsazia | Gerlinde ⚭ Adalberto duca d'Alsazia | Gerlinde ⚭ Adalberto duca d'Alsazia | Gerlinde ⚭ Adalberto duca d'Alsazia | Gerlinde ⚭ Adalberto duca d'Alsazia | Gerlinde ⚭ Adalberto duca d'Alsazia |  |  | Ugoberto duca di Baviera                | Ugoberto duca di Baviera                | Ugoberto duca di Baviera                | Ugoberto duca di Baviera                | Ugoberto duca di Baviera                | Ugoberto duca di Baviera                |                     |                     | Rolande ⚭ (?) Guido abate di Fontenelle              | Rolande ⚭ (?) Guido abate di Fontenelle              | Rolande ⚭ (?) Guido abate di Fontenelle              | Rolande ⚭ (?) Guido abate di Fontenelle              | Rolande ⚭ (?) Guido abate di Fontenelle              | Rolande ⚭ (?) Guido abate di Fontenelle              |             |             | Adele                  | Adele                  | Adele                  | Adele                  | Adele                         | Adele                         |                               |                               | Teodrada ⚭ Hedan II duca di Turingia | Teodrada ⚭ Hedan II duca di Turingia | Teodrada ⚭ Hedan II duca di Turingia | Teodrada ⚭ Hedan II duca di Turingia | Teodrada ⚭ Hedan II duca di Turingia | Teodrada ⚭ Hedan II duca di Turingia |  |  | NN                                      | NN                                      | NN                                      | NN                                      | NN                                      | NN                                      |  |  | Bertrade de Prüm                   | Bertrade de Prüm                   | Bertrade de Prüm                   | Bertrade de Prüm                   | Bertrade de Prüm                   | Bertrade de Prüm                   |  |  |  |  |  |  |  |  |  |  |  |  |  |  |  |  |  |  |  |  |  |  |  |  |  |  |  |  |  |  |  |  |  |  |  |  |  |  |  |  |  |  |  |  |  |  |  |  |  |  |
|          |          |          |          |                                 |                                 |                                 |                                 |                                     |                                     |                                     |                                     |                                     |                                     |  |  |                                         |                                         |                                         |                                         |                                         |                                         |                     |                     |                                                      |                                                      |                                                      |                                                      |                                                      |                                                      |             |             |                        |                        |                        |                        |                               |                               |                               |                               |                                      |                                      |                                      |                                      |                                      |                                      |  |  |                                         |                                         |                                         |                                         |                                         |                                         |  |  |                                    |                                    |                                    |                                    |                                    |                                    |  |  |  |  |  |  |  |  |  |  |  |  |  |  |  |  |  |  |  |  |  |  |  |  |  |  |  |  |  |  |  |  |  |  |  |  |  |  |  |  |  |  |  |  |  |  |  |  |  |  |
|          |          |          |          |                                 |                                 |                                 |                                 |                                     |                                     |                                     |                                     |                                     |                                     |  |  |                                         |                                         |                                         |                                         |                                         |                                         |                     |                     |                                                      |                                                      |                                                      |                                                      |                                                      |                                                      |             |             |                        |                        |                        |                        |                               |                               |                               |                               | Irmine badessa di Würzburg (751)     | Irmine badessa di Würzburg (751)     | Irmine badessa di Würzburg (751)     | Irmine badessa di Würzburg (751)     | Irmine badessa di Würzburg (751)     | Irmine badessa di Würzburg (751)     |  |  | Chrodelinde (o Rolande) ⚭ (?) Bernarius | Chrodelinde (o Rolande) ⚭ (?) Bernarius | Chrodelinde (o Rolande) ⚭ (?) Bernarius | Chrodelinde (o Rolande) ⚭ (?) Bernarius | Chrodelinde (o Rolande) ⚭ (?) Bernarius | Chrodelinde (o Rolande) ⚭ (?) Bernarius |  |  | Cariberto conte di Laon            | Cariberto conte di Laon            | Cariberto conte di Laon            | Cariberto conte di Laon            | Cariberto conte di Laon            | Cariberto conte di Laon            |  |  |  |  |  |  |  |  |  |  |  |  |  |  |  |  |  |  |  |  |  |  |  |  |  |  |  |  |  |  |  |  |  |  |  |  |  |  |  |  |  |  |  |  |  |  |  |  |  |  |
|          |          |          |          |                                 |                                 |                                 |                                 |                                     |                                     |                                     |                                     |                                     |                                     |  |  |                                         |                                         |                                         |                                         |                                         |                                         |                     |                     | Guidonidi                                            |                                                      |                                                      |                                                      |                                                      |                                                      |             |             |                        |                        |                        |                        |                               |                               |                               |                               | Irmine badessa di Würzburg (751)     | Irmine badessa di Würzburg (751)     | Irmine badessa di Würzburg (751)     | Irmine badessa di Würzburg (751)     | Irmine badessa di Würzburg (751)     | Irmine badessa di Würzburg (751)     |  |  | Chrodelinde (o Rolande) ⚭ (?) Bernarius | Chrodelinde (o Rolande) ⚭ (?) Bernarius | Chrodelinde (o Rolande) ⚭ (?) Bernarius | Chrodelinde (o Rolande) ⚭ (?) Bernarius | Chrodelinde (o Rolande) ⚭ (?) Bernarius | Chrodelinde (o Rolande) ⚭ (?) Bernarius |  |  | Cariberto conte di Laon            | Cariberto conte di Laon            | Cariberto conte di Laon            | Cariberto conte di Laon            | Cariberto conte di Laon            | Cariberto conte di Laon            |  |  |  |  |  |  |  |  |  |  |  |  |  |  |  |  |  |  |  |  |  |  |  |  |  |  |  |  |  |  |  |  |  |  |  |  |  |  |  |  |  |  |  |  |  |  |  |  |  |  |
|          |          |          |          |                                 |                                 |                                 |                                 |                                     |                                     |                                     |                                     |                                     |                                     |  |  |                                         |                                         |                                         |                                         |                                         |                                         |                     |                     |                                                      |                                                      |                                                      |                                                      |                                                      |                                                      |             |             |                        |                        |                        |                        |                               |                               |                               |                               |                                      |                                      |                                      |                                      |                                      |                                      |  |  | Teodorico                               | Teodorico                               | Teodorico                               | Teodorico                               | Teodorico                               | Teodorico                               |  |  | Bertrada di Laon ⚭ Pipino il Breve | Bertrada di Laon ⚭ Pipino il Breve | Bertrada di Laon ⚭ Pipino il Breve | Bertrada di Laon ⚭ Pipino il Breve | Bertrada di Laon ⚭ Pipino il Breve | Bertrada di Laon ⚭ Pipino il Breve |  |  |  |  |  |  |  |  |  |  |  |  |  |  |  |  |  |  |  |  |  |  |  |  |  |  |  |  |  |  |  |  |  |  |  |  |  |  |  |  |  |  |  |  |  |  |  |  |  |  |

## Le origini della famiglia

### I genitori di Ugoberto
Secondo le ricostituzioni familiari, troviamo all'interno degli Ugobertidi i Letiname di Ugoberto (derivato da Ugo/Hugues), Adele e Alberico. Troviamo questi stessi nomi in un'altra famiglia, gli Eticonidi, da Eticone-Adalrico, duca d'Alsazia, e sua moglie Bereswinthe. Quest'ultimo ha per figlio Adalberto, Ugo (che è nonno di un altro Ugo e di un'Adele) ed Eticone (che fu padre di un Ugo e di un Alberico).
Esiste infatti una relazione nota tra le due famiglie (Adalberto, il figlio maggiore di Eticone-Adalrico sposò Gerlinde, nipote di Ugo), ma che non spiega la presenza dei primi nomi in questione tra i fratelli di Adalberto e i loro discendenti. Conseguentemente, è inevitabile pensare che ci fosse stato un matrimonio nella generazione precedente. L'ascendenza di Eticone-Adalrico è nota, ma il matrimonio ricercato non è presente. L'unica soluzione che resta è considerare una stretta relazione tra Ugoberto e Bereswinthe. Cronologicamente, i due infatti potrebbero essere fratello e sorella. Per spiegare la trasmissione dei nomi di Alberico e Adele nelle due famiglie, essi devono essere portati da antenati vicini a Ugoberto e Bereswinthe, probabilmente i loro genitori. Il Chronicon Ebersheimense (XIII secolo) indica che Bereswinde era nipote di san Leodegario di Autun, il quale aveva una sorella regina dei Franchi, che cronologicamente può essere solo Chimnechilde, moglie di Sigeberto III.
Alla generazione precedente, l'onomastica offre un Ugo, noto come maestro di palazzo d'Austrasia dal 616 al 618.
Nella generazione successiva quella di Ugoberto, c'è san Uberto di Liegi il quale nome lo indica come parente stretto di Ugo, ma siccome Adele di Pfalzel, Regentrude e Plectrude sono menzionate come co-eredi, non può essere un figlio di Ugoberto. Può comunque esserne il nipote.
|                             |                             |                             |                             |                             |                             |  |  |          |          |          |          |                                 |                                 |                                 |                                 |                                 |                                 |          |          |          |          |  |  | Ugo maestro di palazzo (616-618) | Ugo maestro di palazzo (616-618) | Ugo maestro di palazzo (616-618) | Ugo maestro di palazzo (616-618) | Ugo maestro di palazzo (616-618) | Ugo maestro di palazzo (616-618) |  |  |                                                |                                                |                                                |                                                |                                                |                                                |  |  | Bodilon conte nell'area di Digione | Bodilon conte nell'area di Digione | Bodilon conte nell'area di Digione | Bodilon conte nell'area di Digione | Bodilon conte nell'area di Digione | Bodilon conte nell'area di Digione |                             |                             | Sigrade religioso a Soissons                | Sigrade religioso a Soissons                | Sigrade religioso a Soissons                | Sigrade religioso a Soissons                | Sigrade religioso a Soissons                | Sigrade religioso a Soissons                |                                           |                                           |                                           |                                           |  |  |  |  |  |  |  |  |  |  |  |  |  |  |  |  |  |  |  |  |  |  |  |  |  |  |
|                             |                             |                             |                             |                             |                             |  |  |          |          |          |          |                                 |                                 |                                 |                                 |                                 |                                 |          |          |          |          |  |  | Ugo maestro di palazzo (616-618) | Ugo maestro di palazzo (616-618) | Ugo maestro di palazzo (616-618) | Ugo maestro di palazzo (616-618) | Ugo maestro di palazzo (616-618) | Ugo maestro di palazzo (616-618) |  |  |                                                |                                                |                                                |                                                |                                                |                                                |  |  | Bodilon conte nell'area di Digione | Bodilon conte nell'area di Digione | Bodilon conte nell'area di Digione | Bodilon conte nell'area di Digione | Bodilon conte nell'area di Digione | Bodilon conte nell'area di Digione |                             |                             | Sigrade religioso a Soissons                | Sigrade religioso a Soissons                | Sigrade religioso a Soissons                | Sigrade religioso a Soissons                | Sigrade religioso a Soissons                | Sigrade religioso a Soissons                |                                           |                                           |                                           |                                           |  |  |  |  |  |  |  |  |  |  |  |  |  |  |  |  |  |  |  |  |  |  |  |  |  |  |
|                             |                             |                             |                             |                             |                             |  |  |          |          |          |          |                                 |                                 |                                 |                                 |                                 |                                 |          |          |          |          |  |  |                                  |                                  |                                  |                                  |                                  |                                  |  |  |                                                |                                                |                                                |                                                |                                                |                                                |  |  |                                    |                                    |                                    |                                    |                                    |                                    |                             |                             |                                             |                                             |                                             |                                             |                                             |                                             |                                           |                                           |                                           |                                           |  |  |  |  |  |  |  |  |  |  |  |  |  |  |  |  |  |  |  |  |  |  |  |  |  |  |
|                             |                             |                             |                             |                             |                             |  |  |          |          |          |          |                                 |                                 |                                 |                                 |                                 |                                 |          |          |          |          |  |  | (Alberico)                       | (Alberico)                       | (Alberico)                       | (Alberico)                       | (Alberico)                       | (Alberico)                       |  |  |                                                |                                                |                                                |                                                |                                                |                                                |  |  | (Adele)                            | (Adele)                            | (Adele)                            | (Adele)                            | (Adele)                            | (Adele)                            |                             |                             | San Leodegario vescovo di Autun             | San Leodegario vescovo di Autun             | San Leodegario vescovo di Autun             | San Leodegario vescovo di Autun             | San Leodegario vescovo di Autun             | San Leodegario vescovo di Autun             |                                           |                                           |                                           |                                           |  |  |  |  |  |  |  |  |  |  |  |  |  |  |  |  |  |  |  |  |  |  |  |  |  |  |
|                             |                             |                             |                             |                             |                             |  |  |          |          |          |          |                                 |                                 |                                 |                                 |                                 |                                 |          |          |          |          |  |  | (Alberico)                       | (Alberico)                       | (Alberico)                       | (Alberico)                       | (Alberico)                       | (Alberico)                       |  |  |                                                |                                                |                                                |                                                |                                                |                                                |  |  | (Adele)                            | (Adele)                            | (Adele)                            | (Adele)                            | (Adele)                            | (Adele)                            |                             |                             | San Leodegario vescovo di Autun             | San Leodegario vescovo di Autun             | San Leodegario vescovo di Autun             | San Leodegario vescovo di Autun             | San Leodegario vescovo di Autun             | San Leodegario vescovo di Autun             |                                           |                                           |                                           |                                           |  |  |  |  |  |  |  |  |  |  |  |  |  |  |  |  |  |  |  |  |  |  |  |  |  |  |
|                             |                             |                             |                             |                             |                             |  |  |          |          |          |          |                                 |                                 |                                 |                                 |                                 |                                 |          |          |          |          |  |  |                                  |                                  |                                  |                                  |                                  |                                  |  |  |                                                |                                                |                                                |                                                |                                                |                                                |  |  |                                    |                                    |                                    |                                    |                                    |                                    |                             |                             |                                             |                                             |                                             |                                             |                                             |                                             |                                           |                                           |                                           |                                           |  |  |  |  |  |  |  |  |  |  |  |  |  |  |  |  |  |  |  |  |  |  |  |  |  |  |
|                             |                             |                             |                             |                             |                             |  |  |          |          |          |          |                                 |                                 |                                 |                                 |                                 |                                 |          |          |          |          |  |  |                                  |                                  |                                  |                                  |                                  |                                  |  |  |                                                |                                                |                                                |                                                |                                                |                                                |  |  |                                    |                                    |                                    |                                    |                                    |                                    |                             |                             |                                             |                                             |                                             |                                             |                                             |                                             |                                           |                                           |                                           |                                           |  |  |  |  |  |  |  |  |  |  |  |  |  |  |  |  |  |  |  |  |  |  |  |  |  |  |
| NN                          | NN                          | NN                          | NN                          | NN                          | NN                          |  |  |          |          |          |          | Ugoberto siniscalco             | Ugoberto siniscalco             | Ugoberto siniscalco             | Ugoberto siniscalco             | Ugoberto siniscalco             | Ugoberto siniscalco             |          |          |          |          |  |  |                                  |                                  |                                  |                                  |                                  |                                  |  |  | Bereswinthe ⚭ Eticone-Adalarico duca d'Alsazia | Bereswinthe ⚭ Eticone-Adalarico duca d'Alsazia | Bereswinthe ⚭ Eticone-Adalarico duca d'Alsazia | Bereswinthe ⚭ Eticone-Adalarico duca d'Alsazia | Bereswinthe ⚭ Eticone-Adalarico duca d'Alsazia | Bereswinthe ⚭ Eticone-Adalarico duca d'Alsazia |  |  |                                    |                                    |                                    |                                    |                                    |                                    |                             |                             | Chimnechilde ⚭ Sigeberto III re d'Austrasia | Chimnechilde ⚭ Sigeberto III re d'Austrasia | Chimnechilde ⚭ Sigeberto III re d'Austrasia | Chimnechilde ⚭ Sigeberto III re d'Austrasia | Chimnechilde ⚭ Sigeberto III re d'Austrasia | Chimnechilde ⚭ Sigeberto III re d'Austrasia |                                           |                                           |                                           |                                           |  |  |  |  |  |  |  |  |  |  |  |  |  |  |  |  |  |  |  |  |  |  |  |  |  |  |
| NN                          | NN                          | NN                          | NN                          | NN                          | NN                          |  |  |          |          |          |          | Ugoberto siniscalco             | Ugoberto siniscalco             | Ugoberto siniscalco             | Ugoberto siniscalco             | Ugoberto siniscalco             | Ugoberto siniscalco             |          |          |          |          |  |  |                                  |                                  |                                  |                                  |                                  |                                  |  |  | Bereswinthe ⚭ Eticone-Adalarico duca d'Alsazia | Bereswinthe ⚭ Eticone-Adalarico duca d'Alsazia | Bereswinthe ⚭ Eticone-Adalarico duca d'Alsazia | Bereswinthe ⚭ Eticone-Adalarico duca d'Alsazia | Bereswinthe ⚭ Eticone-Adalarico duca d'Alsazia | Bereswinthe ⚭ Eticone-Adalarico duca d'Alsazia |  |  |                                    |                                    |                                    |                                    |                                    |                                    |                             |                             | Chimnechilde ⚭ Sigeberto III re d'Austrasia | Chimnechilde ⚭ Sigeberto III re d'Austrasia | Chimnechilde ⚭ Sigeberto III re d'Austrasia | Chimnechilde ⚭ Sigeberto III re d'Austrasia | Chimnechilde ⚭ Sigeberto III re d'Austrasia | Chimnechilde ⚭ Sigeberto III re d'Austrasia |                                           |                                           |                                           |                                           |  |  |  |  |  |  |  |  |  |  |  |  |  |  |  |  |  |  |  |  |  |  |  |  |  |  |
|                             |                             |                             |                             |                             |                             |  |  |          |          |          |          |                                 |                                 |                                 |                                 |                                 |                                 |          |          |          |          |  |  |                                  |                                  |                                  |                                  |                                  |                                  |  |  |                                                |                                                |                                                |                                                |                                                |                                                |  |  |                                    |                                    |                                    |                                    |                                    |                                    |                             |                             |                                             |                                             |                                             |                                             |                                             |                                             |                                           |                                           |                                           |                                           |  |  |  |  |  |  |  |  |  |  |  |  |  |  |  |  |  |  |  |  |  |  |  |  |  |  |
| San Uberto vescovo di Liegi | San Uberto vescovo di Liegi | San Uberto vescovo di Liegi | San Uberto vescovo di Liegi | San Uberto vescovo di Liegi | San Uberto vescovo di Liegi |  |  |          |          |          |          | Adele badessa di Pfalzel ⚭ Odon | Adele badessa di Pfalzel ⚭ Odon | Adele badessa di Pfalzel ⚭ Odon | Adele badessa di Pfalzel ⚭ Odon | Adele badessa di Pfalzel ⚭ Odon | Adele badessa di Pfalzel ⚭ Odon |          |          |          |          |  |  |                                  |                                  |                                  |                                  |                                  |                                  |  |  |                                                |                                                |                                                |                                                |                                                |                                                |  |  |                                    |                                    |                                    |                                    | Dagoberto II re d'Austrasia        | Dagoberto II re d'Austrasia        | Dagoberto II re d'Austrasia | Dagoberto II re d'Austrasia | Dagoberto II re d'Austrasia                 | Dagoberto II re d'Austrasia                 |                                             |                                             | Bilichilde ⚭ Childerico II re dei Franchi   | Bilichilde ⚭ Childerico II re dei Franchi   | Bilichilde ⚭ Childerico II re dei Franchi | Bilichilde ⚭ Childerico II re dei Franchi | Bilichilde ⚭ Childerico II re dei Franchi | Bilichilde ⚭ Childerico II re dei Franchi |  |  |  |  |  |  |  |  |  |  |  |  |  |  |  |  |  |  |  |  |  |  |  |  |  |  |
| San Uberto vescovo di Liegi | San Uberto vescovo di Liegi | San Uberto vescovo di Liegi | San Uberto vescovo di Liegi | San Uberto vescovo di Liegi | San Uberto vescovo di Liegi |  |  |          |          |          |          | Adele badessa di Pfalzel ⚭ Odon | Adele badessa di Pfalzel ⚭ Odon | Adele badessa di Pfalzel ⚭ Odon | Adele badessa di Pfalzel ⚭ Odon | Adele badessa di Pfalzel ⚭ Odon | Adele badessa di Pfalzel ⚭ Odon |          |          |          |          |  |  |                                  |                                  |                                  |                                  |                                  |                                  |  |  |                                                |                                                |                                                |                                                |                                                |                                                |  |  |                                    |                                    |                                    |                                    | Dagoberto II re d'Austrasia        | Dagoberto II re d'Austrasia        | Dagoberto II re d'Austrasia | Dagoberto II re d'Austrasia | Dagoberto II re d'Austrasia                 | Dagoberto II re d'Austrasia                 |                                             |                                             | Bilichilde ⚭ Childerico II re dei Franchi   | Bilichilde ⚭ Childerico II re dei Franchi   | Bilichilde ⚭ Childerico II re dei Franchi | Bilichilde ⚭ Childerico II re dei Franchi | Bilichilde ⚭ Childerico II re dei Franchi | Bilichilde ⚭ Childerico II re dei Franchi |  |  |  |  |  |  |  |  |  |  |  |  |  |  |  |  |  |  |  |  |  |  |  |  |  |  |
|                             |                             |                             |                             |                             |                             |  |  |          |          |          |          |                                 |                                 |                                 |                                 |                                 |                                 |          |          |          |          |  |  |                                  |                                  |                                  |                                  |                                  |                                  |  |  |                                                |                                                |                                                |                                                |                                                |                                                |  |  |                                    |                                    |                                    |                                    |                                    |                                    |                             |                             |                                             |                                             |                                             |                                             |                                             |                                             |                                           |                                           |                                           |                                           |  |  |  |  |  |  |  |  |  |  |  |  |  |  |  |  |  |  |  |  |  |  |  |  |  |  |
|                             |                             |                             |                             |                             |                             |  |  | Alberico | Alberico | Alberico | Alberico | Alberico                        | Alberico                        |                                 |                                 | Gerlinde                        | Gerlinde                        | Gerlinde | Gerlinde | Gerlinde | Gerlinde |  |  | Adalberto duca d'Alsazia         | Adalberto duca d'Alsazia         | Adalberto duca d'Alsazia         | Adalberto duca d'Alsazia         | Adalberto duca d'Alsazia         | Adalberto duca d'Alsazia         |  |  | Ugo                                            | Ugo                                            | Ugo                                            | Ugo                                            | Ugo                                            | Ugo                                            |  |  | Eticone                            | Eticone                            | Eticone                            | Eticone                            | Eticone                            | Eticone                            |                             |                             |                                             |                                             |                                             |                                             |                                             |                                             |                                           |                                           |                                           |                                           |  |  |  |  |  |  |  |  |  |  |  |  |  |  |  |  |  |  |  |  |  |  |  |  |  |  |
|                             |                             |                             |                             |                             |                             |  |  | Alberico | Alberico | Alberico | Alberico | Alberico                        | Alberico                        |                                 |                                 | Gerlinde                        | Gerlinde                        | Gerlinde | Gerlinde | Gerlinde | Gerlinde |  |  | Adalberto duca d'Alsazia         | Adalberto duca d'Alsazia         | Adalberto duca d'Alsazia         | Adalberto duca d'Alsazia         | Adalberto duca d'Alsazia         | Adalberto duca d'Alsazia         |  |  | Ugo                                            | Ugo                                            | Ugo                                            | Ugo                                            | Ugo                                            | Ugo                                            |  |  | Eticone                            | Eticone                            | Eticone                            | Eticone                            | Eticone                            | Eticone                            |                             |                             |                                             |                                             |                                             |                                             |                                             |                                             |                                           |                                           |                                           |                                           |  |  |  |  |  |  |  |  |  |  |  |  |  |  |  |  |  |  |  |  |  |  |  |  |  |  |

Nella sua seconda edizione de Ancêtres de Charlemagne, Christian Settipani, ripercorre l'ascendenza di Ugo:
- Lo studioso collega il nome della figlia Ragentrude con una Ragentrude dallo stesso nome, moglie di Waldebert, conte di Thérouanne, che potrebbero essere i genitori di Ugo[13].
- Data la rarità del nome, avvicina Ragentrude a Ragnétrude, concubina di Dagoberto I e madre di Sigeberto III[13].
- Ragentrude essendo austrasiana, fa una connessione onomastica con Ugo, maestro di palazzo austrasiano dal 616 al 618[14].
- Lo studioso collega il nome di Waldebert con un servo omonimo citato nel 626. I bambini che raramente portano i nomi dei loro genitori, lo considera come suo zio, il cui fratello è un certo Wandbert, marito di Cuneberge[15].
- Indizi onomastici e lo studio delle rispettive proprietà suggeriscono una relazione tra il servo Waldebert e Pipino di Landen[16].

|                                                 |                                                 |                                                 |                                                 |                                                 |                                                 |  |  |          |          |          |          |            |            |            |            |                               |                               |                               |                               |                               |                               |                               |                               |                               |                               |           |           |                               |                               |                               |                               |                               |                               |           |           |           |           |          |          |                                  |                                  |                                  |                                  |                                  |                                  |  |  |                 |                 |                 |                 |                 |                 |  |  |                                     |                                     |                                     |                                     |                                     |                                     |  |  |  |  |  |  |  |  |  |  |  |  |  |  |  |  |  |  |
|                                                 |                                                 |                                                 |                                                 |                                                 |                                                 |  |  |          |          |          |          |            |            |            |            |                               |                               |                               |                               |                               |                               |                               |                               |                               |                               |           |           |                               |                               |                               |                               |                               |                               |           |           |           |           |          |          |                                  |                                  |                                  |                                  |                                  |                                  |  |  |                 |                 |                 |                 |                 |                 |  |  |                                     |                                     |                                     |                                     |                                     |                                     |  |  |  |  |  |  |  |  |  |  |  |  |  |  |  |  |  |  |
| Pipino di Landen maestro di palazzo d'Austrasia | Pipino di Landen maestro di palazzo d'Austrasia | Pipino di Landen maestro di palazzo d'Austrasia | Pipino di Landen maestro di palazzo d'Austrasia | Pipino di Landen maestro di palazzo d'Austrasia | Pipino di Landen maestro di palazzo d'Austrasia |  |  | Waldrade | Waldrade | Waldrade | Waldrade | Waldrade   | Waldrade   |            |            | Ne                            | Ne                            | Ne                            | Ne                            | Ne                            | Ne                            |                               |                               |                               |                               |           |           |                               |                               |                               |                               |                               |                               |           |           |           |           |          |          | Ugo maestro di palazzo (616-618) | Ugo maestro di palazzo (616-618) | Ugo maestro di palazzo (616-618) | Ugo maestro di palazzo (616-618) | Ugo maestro di palazzo (616-618) | Ugo maestro di palazzo (616-618) |  |  |                 |                 |                 |                 |                 |                 |  |  |                                     |                                     |                                     |                                     |                                     |                                     |  |  |  |  |  |  |  |  |  |  |  |  |  |  |  |  |  |  |
| Pipino di Landen maestro di palazzo d'Austrasia | Pipino di Landen maestro di palazzo d'Austrasia | Pipino di Landen maestro di palazzo d'Austrasia | Pipino di Landen maestro di palazzo d'Austrasia | Pipino di Landen maestro di palazzo d'Austrasia | Pipino di Landen maestro di palazzo d'Austrasia |  |  | Waldrade | Waldrade | Waldrade | Waldrade | Waldrade   | Waldrade   |            |            | Ne                            | Ne                            | Ne                            | Ne                            | Ne                            | Ne                            |                               |                               |                               |                               |           |           |                               |                               |                               |                               |                               |                               |           |           |           |           |          |          | Ugo maestro di palazzo (616-618) | Ugo maestro di palazzo (616-618) | Ugo maestro di palazzo (616-618) | Ugo maestro di palazzo (616-618) | Ugo maestro di palazzo (616-618) | Ugo maestro di palazzo (616-618) |  |  |                 |                 |                 |                 |                 |                 |  |  |                                     |                                     |                                     |                                     |                                     |                                     |  |  |  |  |  |  |  |  |  |  |  |  |  |  |  |  |  |  |
|                                                 |                                                 |                                                 |                                                 |                                                 |                                                 |  |  |          |          |          |          |            |            |            |            |                               |                               |                               |                               |                               |                               |                               |                               |                               |                               |           |           |                               |                               |                               |                               |                               |                               |           |           |           |           |          |          |                                  |                                  |                                  |                                  |                                  |                                  |  |  |                 |                 |                 |                 |                 |                 |  |  |                                     |                                     |                                     |                                     |                                     |                                     |  |  |  |  |  |  |  |  |  |  |  |  |  |  |  |  |  |  |
|                                                 |                                                 |                                                 |                                                 |                                                 |                                                 |  |  | Gervida  | Gervida  | Gervida  | Gervida  | Gervida    | Gervida    |            |            | San Gualberto domestico (626) | San Gualberto domestico (626) | San Gualberto domestico (626) | San Gualberto domestico (626) | San Gualberto domestico (626) | San Gualberto domestico (626) |                               |                               | Wandberto                     | Wandberto                     | Wandberto | Wandberto | Wandberto                     | Wandberto                     |                               |                               | Cuneberge                     | Cuneberge                     | Cuneberge | Cuneberge | Cuneberge | Cuneberge |          |          | N                                | N                                | N                                | N                                | N                                | N                                |  |  |                 |                 |                 |                 |                 |                 |  |  |                                     |                                     |                                     |                                     |                                     |                                     |  |  |  |  |  |  |  |  |  |  |  |  |  |  |  |  |  |  |
|                                                 |                                                 |                                                 |                                                 |                                                 |                                                 |  |  | Gervida  | Gervida  | Gervida  | Gervida  | Gervida    | Gervida    |            |            | San Gualberto domestico (626) | San Gualberto domestico (626) | San Gualberto domestico (626) | San Gualberto domestico (626) | San Gualberto domestico (626) | San Gualberto domestico (626) |                               |                               | Wandberto                     | Wandberto                     | Wandberto | Wandberto | Wandberto                     | Wandberto                     |                               |                               | Cuneberge                     | Cuneberge                     | Cuneberge | Cuneberge | Cuneberge | Cuneberge |          |          | N                                | N                                | N                                | N                                | N                                | N                                |  |  |                 |                 |                 |                 |                 |                 |  |  |                                     |                                     |                                     |                                     |                                     |                                     |  |  |  |  |  |  |  |  |  |  |  |  |  |  |  |  |  |  |
|                                                 |                                                 |                                                 |                                                 |                                                 |                                                 |  |  |          |          |          |          |            |            |            |            |                               |                               |                               |                               |                               |                               |                               |                               |                               |                               |           |           |                               |                               |                               |                               |                               |                               |           |           |           |           |          |          |                                  |                                  |                                  |                                  |                                  |                                  |  |  |                 |                 |                 |                 |                 |                 |  |  |                                     |                                     |                                     |                                     |                                     |                                     |  |  |  |  |  |  |  |  |  |  |  |  |  |  |  |  |  |  |
|                                                 |                                                 |                                                 |                                                 |                                                 |                                                 |  |  |          |          |          |          |            |            |            |            |                               |                               |                               |                               |                               |                               |                               |                               |                               |                               |           |           |                               |                               |                               |                               |                               |                               |           |           |           |           |          |          |                                  |                                  |                                  |                                  |                                  |                                  |  |  |                 |                 |                 |                 |                 |                 |  |  |                                     |                                     |                                     |                                     |                                     |                                     |  |  |  |  |  |  |  |  |  |  |  |  |  |  |  |  |  |  |
|                                                 |                                                 |                                                 |                                                 |                                                 |                                                 |  |  |          |          |          |          | Valdetrude | Valdetrude | Valdetrude | Valdetrude | Valdetrude                    | Valdetrude                    |                               |                               | Aldegonda badessa di Maubeuge | Aldegonda badessa di Maubeuge | Aldegonda badessa di Maubeuge | Aldegonda badessa di Maubeuge | Aldegonda badessa di Maubeuge | Aldegonda badessa di Maubeuge |           |           | Waldebert conte di Thérouanne | Waldebert conte di Thérouanne | Waldebert conte di Thérouanne | Waldebert conte di Thérouanne | Waldebert conte di Thérouanne | Waldebert conte di Thérouanne |           |           |           |           |          |          | Ragentrude                       | Ragentrude                       | Ragentrude                       | Ragentrude                       | Ragentrude                       | Ragentrude                       |  |  | Stessa persona? | Stessa persona? | Stessa persona? | Stessa persona? | Stessa persona? | Stessa persona? |  |  | Ragnétrude concubina di Dagoberto I | Ragnétrude concubina di Dagoberto I | Ragnétrude concubina di Dagoberto I | Ragnétrude concubina di Dagoberto I | Ragnétrude concubina di Dagoberto I | Ragnétrude concubina di Dagoberto I |  |  |  |  |  |  |  |  |  |  |  |  |  |  |  |  |  |  |
|                                                 |                                                 |                                                 |                                                 |                                                 |                                                 |  |  |          |          |          |          | Valdetrude | Valdetrude | Valdetrude | Valdetrude | Valdetrude                    | Valdetrude                    |                               |                               | Aldegonda badessa di Maubeuge | Aldegonda badessa di Maubeuge | Aldegonda badessa di Maubeuge | Aldegonda badessa di Maubeuge | Aldegonda badessa di Maubeuge | Aldegonda badessa di Maubeuge |           |           | Waldebert conte di Thérouanne | Waldebert conte di Thérouanne | Waldebert conte di Thérouanne | Waldebert conte di Thérouanne | Waldebert conte di Thérouanne | Waldebert conte di Thérouanne |           |           |           |           |          |          | Ragentrude                       | Ragentrude                       | Ragentrude                       | Ragentrude                       | Ragentrude                       | Ragentrude                       |  |  | Stessa persona? | Stessa persona? | Stessa persona? | Stessa persona? | Stessa persona? | Stessa persona? |  |  | Ragnétrude concubina di Dagoberto I | Ragnétrude concubina di Dagoberto I | Ragnétrude concubina di Dagoberto I | Ragnétrude concubina di Dagoberto I | Ragnétrude concubina di Dagoberto I | Ragnétrude concubina di Dagoberto I |  |  |  |  |  |  |  |  |  |  |  |  |  |  |  |  |  |  |
|                                                 |                                                 |                                                 |                                                 |                                                 |                                                 |  |  |          |          |          |          |            |            |            |            |                               |                               |                               |                               |                               |                               |                               |                               |                               |                               |           |           |                               |                               |                               |                               |                               |                               |           |           |           |           |          |          |                                  |                                  |                                  |                                  |                                  |                                  |  |  |                 |                 |                 |                 |                 |                 |  |  |                                     |                                     |                                     |                                     |                                     |                                     |  |  |  |  |  |  |  |  |  |  |  |  |  |  |  |  |  |  |
|                                                 |                                                 |                                                 |                                                 |                                                 |                                                 |  |  |          |          |          |          |            |            |            |            |                               |                               |                               |                               |                               |                               |                               |                               |                               |                               |           |           |                               |                               |                               |                               |                               |                               | Ugoberto  | Ugoberto  | Ugoberto  | Ugoberto  | Ugoberto | Ugoberto |                                  |                                  |                                  |                                  |                                  |                                  |  |  |                 |                 |                 |                 |                 |                 |  |  | Sigeberto III                       | Sigeberto III                       | Sigeberto III                       | Sigeberto III                       | Sigeberto III                       | Sigeberto III                       |  |  |  |  |  |  |  |  |  |  |  |  |  |  |  |  |  |  |

### I genitori di Irmine
L'atto del 704 ci dice che Plectrude, moglie di Pipino di Herstal, deteneva metà della città di Echternach di Teodardo (Théodard), figlio del duca Teotaro (Théothar). Irmine di Oeren possedeva l'altra metà, che aveva ceduto nel 697 all'abbazia di Echternach. Questo possesso di metà di una città presuppone una stretta divisione nel tempo e probabilmente tra il padre di Irmine e Teodardo (Théothar), che erano probabilmente fratelli. Non è possibile considerare una fraternità tra Irmine e Teodardo (Théodard) perché le leggi di successione escludevano le figlie dalla partizione dell'eredità se erano presenti ancora figli sopravvissuti.
Il marito di Irmine, Ugoberto, fu parente stretto di san Uberto di Liegi, un vescovo che trasferì la sede della sua diocesi da Maastricht a Liegi. Il suo secondo predecessore fu san Teodardo: all'epoca, i vescovi che si succedevano a capo della stessa diocesi erano spesso imparentati e questo padre di Irmine e identificati con san Tedoardo.
Il titolare della diocesi, che succede a san Teodardo e precede San Uberto, è san Lamberto, della stirpe dei Robertingi, a cui appartiene Roberto, duca neustriano e conte palatino nel 654 e sua moglie Théoda (o Théodrada), vedova nel 677. Questa Théodrada è proposta come la sorella di san Tedoardo e del duca Teotaro (Théothar). Viene proposta un'altra sorella, la moglie di Pantin e la madre di Irmentrude, da cui Irmine ha ereditato i domini di Zülpigau.
|                                             |   |   |   |   |   |  |  |                     |                     |                     |                     |                     |                     |  |  |                                    |                                    |                                    |                                    |                                    |                                    |  |  |             |             |             |             |             |             |  |  |              |              |              |              |              |              |  |  |                          |                          |                          |                          |                                    |                                    |                                    |                                    |                                    |                                    |                             |                             |                             |                             |  |  |
|                                             |   |   |   |   |   |  |  |                     |                     |                     |                     |                     |                     |  |  |                                    |                                    |                                    |                                    |                                    |                                    |  |  |             |             |             |             |             |             |  |  |              |              |              |              |              |              |  |  |                          |                          |                          |                          |                                    |                                    |                                    |                                    |                                    |                                    |                             |                             |                             |                             |  |  |
|                                             |   |   |   |   |   |  |  |                     |                     |                     |                     |                     |                     |  |  | San Teodardo vescovo di Maastricht | San Teodardo vescovo di Maastricht | San Teodardo vescovo di Maastricht | San Teodardo vescovo di Maastricht | San Teodardo vescovo di Maastricht | San Teodardo vescovo di Maastricht |  |  | Ne ⚭ Pantin | Ne ⚭ Pantin | Ne ⚭ Pantin | Ne ⚭ Pantin | Ne ⚭ Pantin | Ne ⚭ Pantin |  |  | Teotaro duca | Teotaro duca | Teotaro duca | Teotaro duca | Teotaro duca | Teotaro duca |  |  | Théodra(da) vedova (677) | Théodra(da) vedova (677) | Théodra(da) vedova (677) | Théodra(da) vedova (677) | Théodra(da) vedova (677)           | Théodra(da) vedova (677)           |                                    |                                    | Crodoberto duca di Neustria        | Crodoberto duca di Neustria        | Crodoberto duca di Neustria | Crodoberto duca di Neustria | Crodoberto duca di Neustria | Crodoberto duca di Neustria |  |  |
|                                             |   |   |   |   |   |  |  |                     |                     |                     |                     |                     |                     |  |  | San Teodardo vescovo di Maastricht | San Teodardo vescovo di Maastricht | San Teodardo vescovo di Maastricht | San Teodardo vescovo di Maastricht | San Teodardo vescovo di Maastricht | San Teodardo vescovo di Maastricht |  |  | Ne ⚭ Pantin | Ne ⚭ Pantin | Ne ⚭ Pantin | Ne ⚭ Pantin | Ne ⚭ Pantin | Ne ⚭ Pantin |  |  | Teotaro duca | Teotaro duca | Teotaro duca | Teotaro duca | Teotaro duca | Teotaro duca |  |  | Théodra(da) vedova (677) | Théodra(da) vedova (677) | Théodra(da) vedova (677) | Théodra(da) vedova (677) | Théodra(da) vedova (677)           | Théodra(da) vedova (677)           |                                    |                                    | Crodoberto duca di Neustria        | Crodoberto duca di Neustria        | Crodoberto duca di Neustria | Crodoberto duca di Neustria | Crodoberto duca di Neustria | Crodoberto duca di Neustria |  |  |
|                                             |   |   |   |   |   |  |  |                     |                     |                     |                     |                     |                     |  |  |                                    |                                    |                                    |                                    |                                    |                                    |  |  |             |             |             |             |             |             |  |  |              |              |              |              |              |              |  |  |                          |                          |                          |                          |                                    |                                    |                                    |                                    |                                    |                                    |                             |                             |                             |                             |  |  |
|                                             |   |   |   |   |   |  |  |                     |                     |                     |                     |                     |                     |  |  |                                    |                                    |                                    |                                    |                                    |                                    |  |  |             |             |             |             |             |             |  |  |              |              |              |              |              |              |  |  |                          |                          |                          |                          |                                    |                                    |                                    |                                    |                                    |                                    |                             |                             |                             |                             |  |  |
| N                                           | N | N | N | N | N |  |  | Ugoberto siniscalco | Ugoberto siniscalco | Ugoberto siniscalco | Ugoberto siniscalco | Ugoberto siniscalco | Ugoberto siniscalco |  |  | Irmina di Oehren                   | Irmina di Oehren                   | Irmina di Oehren                   | Irmina di Oehren                   | Irmina di Oehren                   | Irmina di Oehren                   |  |  | Irmentrude  | Irmentrude  | Irmentrude  | Irmentrude  | Irmentrude  | Irmentrude  |  |  | Teodardo     | Teodardo     | Teodardo     | Teodardo     | Teodardo     | Teodardo     |  |  |                          |                          |                          |                          | San Lamberto vescovo di Maastricht | San Lamberto vescovo di Maastricht | San Lamberto vescovo di Maastricht | San Lamberto vescovo di Maastricht | San Lamberto vescovo di Maastricht | San Lamberto vescovo di Maastricht |                             |                             |                             |                             |  |  |
| N                                           | N | N | N | N | N |  |  | Ugoberto siniscalco | Ugoberto siniscalco | Ugoberto siniscalco | Ugoberto siniscalco | Ugoberto siniscalco | Ugoberto siniscalco |  |  | Irmina di Oehren                   | Irmina di Oehren                   | Irmina di Oehren                   | Irmina di Oehren                   | Irmina di Oehren                   | Irmina di Oehren                   |  |  | Irmentrude  | Irmentrude  | Irmentrude  | Irmentrude  | Irmentrude  | Irmentrude  |  |  | Teodardo     | Teodardo     | Teodardo     | Teodardo     | Teodardo     | Teodardo     |  |  |                          |                          |                          |                          | San Lamberto vescovo di Maastricht | San Lamberto vescovo di Maastricht | San Lamberto vescovo di Maastricht | San Lamberto vescovo di Maastricht | San Lamberto vescovo di Maastricht | San Lamberto vescovo di Maastricht |                             |                             |                             |                             |  |  |
|                                             |   |   |   |   |   |  |  |                     |                     |                     |                     |                     |                     |  |  |                                    |                                    |                                    |                                    |                                    |                                    |  |  |             |             |             |             |             |             |  |  |              |              |              |              |              |              |  |  |                          |                          |                          |                          |                                    |                                    |                                    |                                    |                                    |                                    |                             |                             |                             |                             |  |  |
| San Uberto vescovo di Maastricht e di Liegi |   |   |   |   |   |  |  |                     |                     |                     |                     |                     |                     |  |  |                                    |                                    |                                    |                                    |                                    |                                    |  |  |             |             |             |             |             |             |  |  |              |              |              |              |              |              |  |  |                          |                          |                          |                          |                                    |                                    |                                    |                                    |                                    |                                    |                             |                             |                             |                             |  |  |

Per quanto riguarda la madre di Irmina di Oeren, è stato proposto di farne una figlia di Dagoberto I e Ragentrude appoggiandosi:
- sulla tradizione, la quale, a partire dall'XI secolo, fa di Irmine una figlia di Dagoberto;
- sul fatto che una figlia di Irmine si chiama Ragentrude, come la concubina di Dagoberto;
- sul primo nome di Irmine, a volte confuso con Immine, che è il nome di una sorella di Dagoberto, sposata nel 618 con Eadbald († 640), re del Kent.

Ma non è certo. Nel 1989 Christian Settipani presentò questa ipotesi ne Les ancêtres de Charlemagne, ma sottolineò nel 1990 la fragilità di questa proposta, per abbandonarla completamente nel 2000.